# Geschichte British Columbias
Die Geschichte British Columbias umfasst die Entwicklungen auf dem Gebiet der kanadischen Provinz British Columbia von der Urgeschichte bis zur Gegenwart. Die Nachkommen der frühesten Bewohner gehören heute zu zahlreichen, als First Nations bezeichneten Indianergruppen. Insgesamt erkennt die zuständige Behörde heute fast 200 Stämme in der Provinz an, zu denen 130.000 Menschen zählen. Damit lebt beinahe jeder fünfte Indianer Kanadas in dieser Provinz. Als die ersten Europäer im 18. Jahrhundert die Region erreichten, lebte hier vielleicht jeder zweite Indianer Kanadas.

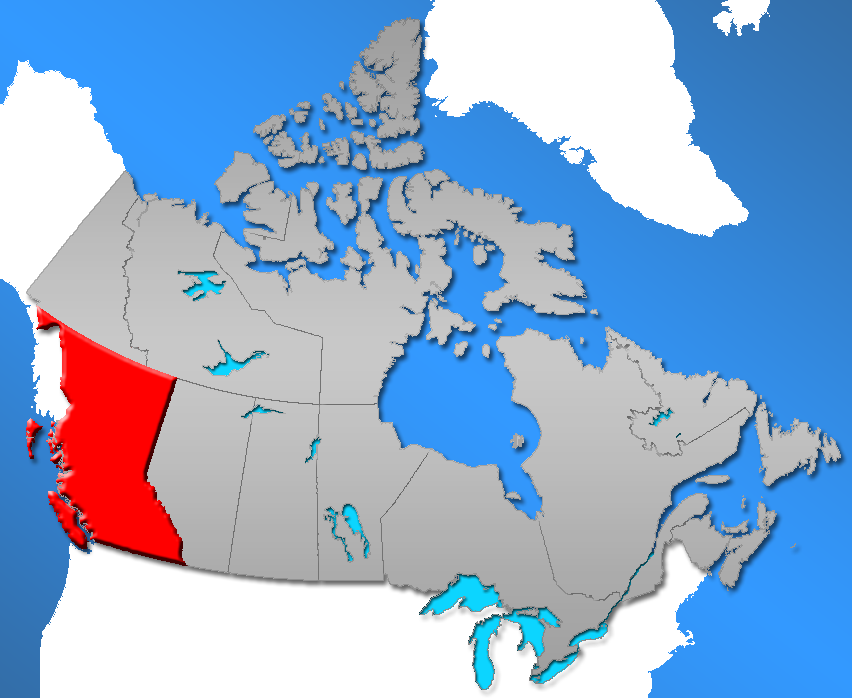
British Columbia und Kanada

1592 erreichte der Seefahrer Juan de Fuca die Küsten des heutigen British Columbia, jedoch erst 200 Jahre später kam es zu einem größeren Kontakt der Einheimischen mit Europäern. Dies führte zu einem Massensterben durch eine Pockenepidemie im Süden, in einer Region, in der etwa die Hälfte aller kanadischen Indianer gelebt hat. Die Bevölkerung brach binnen weniger Jahrzehnte von einer halben Million auf 30.000 zusammen. Andererseits kam es durch die Kontakte zu einem gewinnträchtigen Handel mit Pelzen von Vancouver Island bis nach Alaska, bei dem wenige Stämme den Handel monopolisierten. Russen, Amerikaner, Spanier und Briten konkurrierten um Einfluss, einigten sich aber 1790 in der Nootka-Konvention darauf, keine Handelsniederlassungen an der Westküste zu gründen. Die Provinzhauptstadt Victoria geht auf ein 1843 gebautes Fort der Hudson’s Bay Company (HBC) zurück, der größten Handelsgesellschaft, die im Westen von 1821 bis 1871 vorherrschte.
Die geringe europäische Bevölkerung wuchs sprunghaft durch mehrere Goldfunde zwischen etwa 1858 und 1898 an. Das Gebiet wurde zudem durch Eisenbahnverbindungen erschlossen, die die Bedingung für den 1871 vollzogenen Beitritt zu Kanada dargestellt hatten. Die verstärkte Zuwanderung löste, ähnlich wie bei den ersten Kontakten, schwere Epidemien bei den Ureinwohnern aus, die sie weiter dezimierten. Die Überlebenden wurden wenig später in selbst für kanadische Verhältnisse kleine Reservate abgedrängt, wenn es ihnen auch gelang, eine bedeutende Rolle in der Wirtschaft der Provinz zu spielen. Den meisten Stämmen wurden Verträge vorenthalten, die Provinz erkannte als einzige die Landrechte der Stämme nicht an.
Schon die HBC hatte die Zuwanderung aus Europa als Gegengewicht gegen die Annexionspläne der USA gefördert, dazu kamen Zuwanderer aus Asien, vor allem aus China. Die Wirtschaft war stark Richtung Pazifik orientiert, so dass eine enge Verflechtung mit den westlichen US-Staaten, insbesondere Kalifornien und Washington entstand. Dabei übernahm British Columbia die Rolle des Rohstofflieferanten, vor allem Holz und Energie, doch verlagert sich das wirtschaftliche Schwergewicht in der jüngsten Vergangenheit auf andere Gewerbe, wie etwa Informationstechnologie und Tourismus. Diese Wirtschaft konzentrierte sich jedoch nicht in der Hauptstadt, sondern im Großraum Vancouver, in dem jeder zweite Bewohner der Provinz lebt.
Erst Anfang des 20. Jahrhunderts etablierten sich in der Provinz Parteien, doch wurden Liberale und Konservative während des Kalten Krieges von der Social Credit Party verdrängt, die von 1952 bis 1992 die dominierende Kraft darstellte. Ihr folgte für knapp ein Jahrzehnt die New Democratic Party. Seit 2001 stellt die Liberale Partei die Regierung der Provinz mit dem höchsten Anteil an Minderheiten.

## Ur- und Frühgeschichte

### Erste menschliche Spuren
Für die Südwanderung der ersten Bewohner Amerikas ist der Küstenweg, neben dem eisfreien Korridor ostwärts der Rocky Mountains, eine der beiden meist diskutierten Routen. Schon während der letzten Eiszeit könnten an der Westküste Menschen gelebt haben, denn auf und um die Vancouver-Insel finden sich mehrere Refugia genannte, dauerhaft eisfreie Gebiete. Auch genetische und klimageschichtliche Untersuchungen stützen diese These.
In der Charlie Lake Cave, einer Höhle nahe Fort St. John im Nordosten British Columbias, fand man Werkzeuge aus der Zeit ab etwa 10.500 v. Chr. Zu dieser Zeit wanderten von Süden Bisonherden in das entstehende Grasland ein, mit ihnen Jäger, die Projektilspitzen vom Clovis-Typ verwendeten. Diese Funde lassen eine Süd-Nordwanderung vermuten. In der Höhle fanden sich zudem zwei beerdigte Raben – einer mit Beigaben –, die vor 9000 bzw. 10.000 Jahren beigesetzt wurden.
Einer der ältesten sicheren Funde aus dem Nordwesten stammt aus einer Höhle im Tongass National Forest (entdeckt im Jahr 1996) auf Prince of Wales Island; er wird auf ein Alter von 10.300 Jahren datiert. Ähnlich weit zurückreichende Spuren weist das ostwärts nahe der Küste gelegene Dundas Island mit der Fundstätte Far West Point auf, das datierte Funde von 9690 ± 30 BP aufweist, und damit die ältesten an der britisch-kolumbianischen Küste.
Ausgrabungen bei Namu auf dem Festland und bei Lawn Point auf Graham Island im Haida-Gwaii-Gebiet, zeigen, dass die frühesten bekannten Bewohner um 8000 bis 9000 v. Chr. hier lebten.

### Archaische Phase, ca. 8000 bis 4000 v. Chr.
Die Südwestliche und die Nordwestliche Küstenkultur lassen sich mindestens bis 8000 v. Chr. und damit bereits in der Archaischen Phase nachweisen. Aus welcher Richtung die Besiedlung erfolgte, ist jedoch unklar. Die älteste Fundstätte auf Vancouver Island, die Bear Cove (ca. 6000 v. Chr.), deutet auf eine starke Orientierung auf die Jagd auf Meeressäuger hin, während im Hinterland bereits Lachs die Lebensgrundlage bildete. Die älteste ortskonstante Gruppe stellen die Haida auf Haida Gwaii dar, die spätestens um 7500 v. Chr. besiedelt wurden.

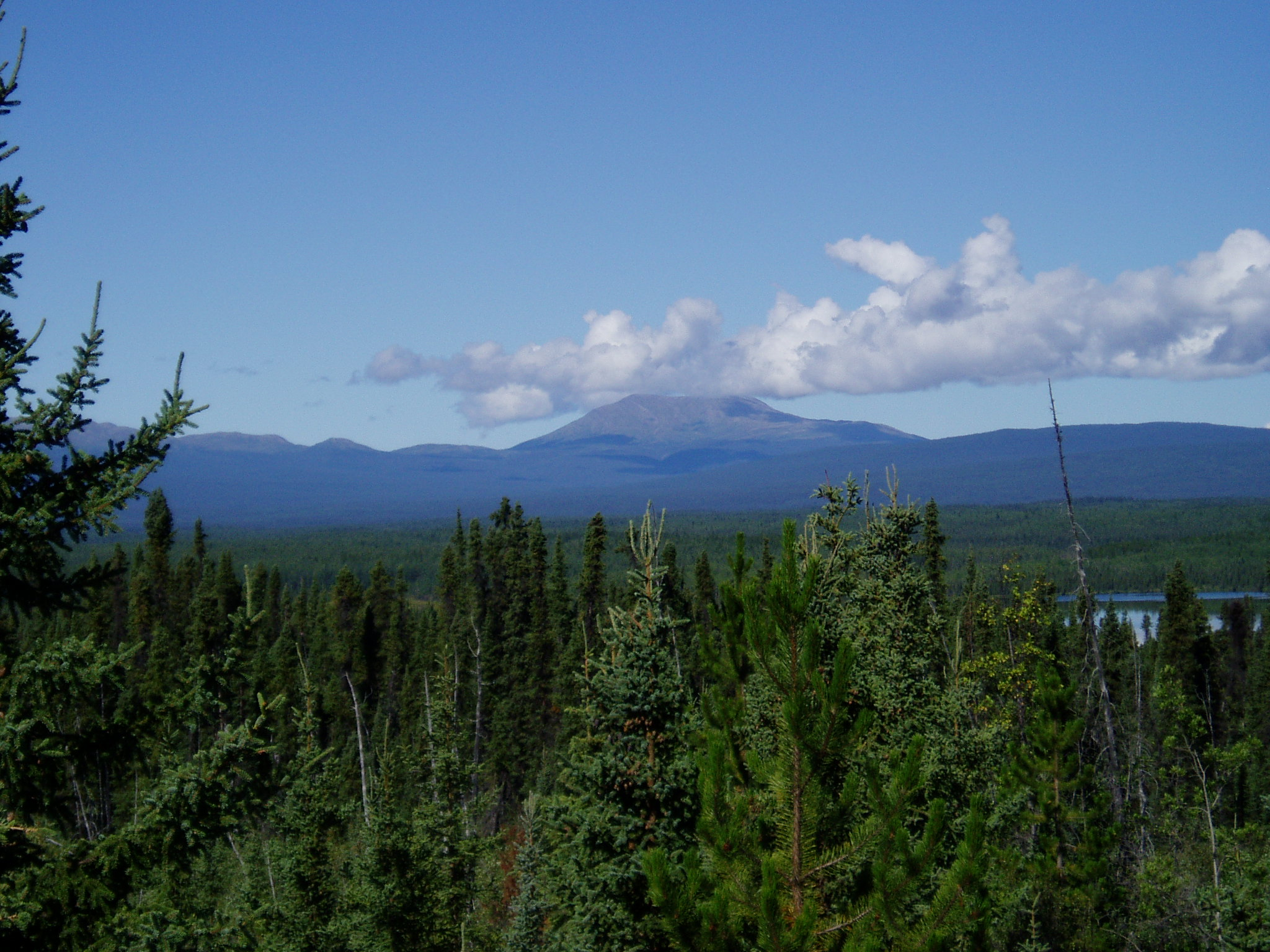
Der Vulkan Mount Edziza lieferte bereits vor zehn Jahrtausenden Obsidian

Auch auf dem Plateau lassen sich erste Spuren seit ca. 9000 v. Chr. nachweisen. Das Leben im trockeneren Hinterland basierte allerdings nur partiell auf Fischfang. Hier kamen der Jagd und dem Sammeln größere Bedeutung zu. Der älteste Obsidian-Handel reicht bis 8000 v. Chr. zurück und basierte auf einer Lagerstätte am Mount Edziza in Nord-British-Columbia. Das Verbreitungsgebiet reicht von den Queen-Charlotte-Inseln bis nach Alaska (Ground Hog Bay, ca. 7000 v. Chr.) und den oberen Yukon, von West-Alberta (Brule Lake, ca. 1000 bis 1820) bis zum Kwatna Inlet an der zentralen Küste British Columbias.
Der Norden gehört bereits dem subarktischen Kulturareal an, das erst sehr spät fassbar wird. Hier lebten die Vorfahren der Taku, die zu den Tlingit zählen, der Tagish, der Dease River (Tahltan) und der südlichen Tutchone.

### Ab etwa 4000 v. Chr.

#### Plateau
Die Mittlere Plateau-Kultur zwischen den Rocky Mountains und dem pazifischen Küstengebirge entwickelte um 2500 v. Chr. das so genannte Pit House („Grubenhaus“), das teilweise in die Erde gegraben wurde. Zugleich basierte die Ernährung zunehmend auf Lachs. Daneben spielten Muscheln und Wild, bis hin zu Skunks eine gewisse Rolle. Die heutigen Küsten-Salish werden mit dieser Kultur eng in Verbindung gebracht. Um 500 v. Chr. kamen Eyak-Athapaskisch-Sprecher, wie Chilcotin und Dakelh in die Region. Als wichtigste Veränderung gilt der Übergang zu einer Halbsesshaftigkeit mit festen Winterdörfern und sommerlichen Wanderzyklen, entsprechend den Jagd- und Sammelerfordernissen, sowie dem Berühren von Punkten mit hoher ritueller Relevanz (um 2000 v. Chr.).
Die späte Plateau-Kultur war durch Kleinräumigkeit gekennzeichnet. Erdlöcher dienten der Vorratshaltung, heiße Steine zum Backen und Kochen, was Kochgefäße nicht erforderlich machte. Tierförmige Schnitzereien scheinen zugenommen zu haben, ebenso der Handel mit den Küstenvölkern. Die Dörfer wurden größer und die Bevölkerung nahm zu, doch waren manche dieser bis in die Mittlere Plateau-Kultur zurückreichenden Großdörfer nur kurzzeitig bewohnt, andere über tausend Jahre lang (z. B. Keatly Creek Site, 20 km oberhalb von Lillooet). Bei den Kutenai im Südosten British Columbias wurde der Einfluss der Plainskulturen erst mit der Einführung des Pferdes stärker. Das Pit House hat extensivere Bevorratung ermöglicht und so die Ernährung besser gesichert. Insgesamt entwickelte sich eine Gesellschaft, die auf Familienverbänden, stammesübergreifenden Verwandtschaften und einer Hierarchisierung basierte.

#### Küstenkulturen
An der Küste bildeten sich Siedlungsschwerpunkte um den Skeena River im Norden, im zentralen Norden und an der zentralen Südküste, dann an der Westküste von Vancouver Island das mit den Nuu-chah-nulth in Beziehung stehende frühe und mittlere Yuquot, an der Straße von Georgia und am unteren Fraser sowie auf den Golfinseln und schließlich am Fraser Canyon. Die Gesellschaftshierarchie prägte sich deutlicher aus, Reichtum wurde angehäuft und der Handel nahm zu. Lachs, Kerzenfisch und Schalentiere wurden zu den wichtigsten Lebensmitteln. Daher tauchen zahlreiche, als shell middens bezeichnete Hügel auf, in denen große Mengen organischer Artefakte überdauerten.
An vielen Stellen ist es sehr wahrscheinlich, dass lokale Funde bestimmten Stämmen derselben Region zugeordnet werden können, wie etwa den Tsimshian, die spätestens 2000 v. Chr. um den späteren Prince Rupert Harbour lebten. Am Nitinat Lake und bei den verwandten Makah in Washington sind die ältesten Fundstücke gefunden worden, die sich eindeutig der Tradition der Nuu-chah-nulth zuweisen lassen.
Die Küstenkultur näherte sich zwischen 500 v. und 500 n. Chr. annähernd der Ausprägung, die die Europäer Ende des 18. Jahrhunderts vorfanden. Die erbliche Ranggesellschaft war dabei von Süden nach Norden strenger, die Hierarchie steiler. Eine Schicht führender Familien beherrschte den Handel, den Zugang zu Ressourcen und die politische und spirituelle Macht. Die einfachen Stammesangehörigen mussten dabei keineswegs die Masse der Menschen stellen, ebenso wenig wie die Sklaven, die meist Kriegsgefangene und deren Nachkommen waren.
Um 500 bis 700 tauchten vermehrt befestigte Dörfer auf – vor allem im Süden mit ausgehobenen Wassergräben, weiter im Norden nur mit Palisaden. Diese kriegerische Phase erstreckte sich bis in die Zeit des ersten Kontakts mit Europäern, durch den sie weiter gesteigert wurde.

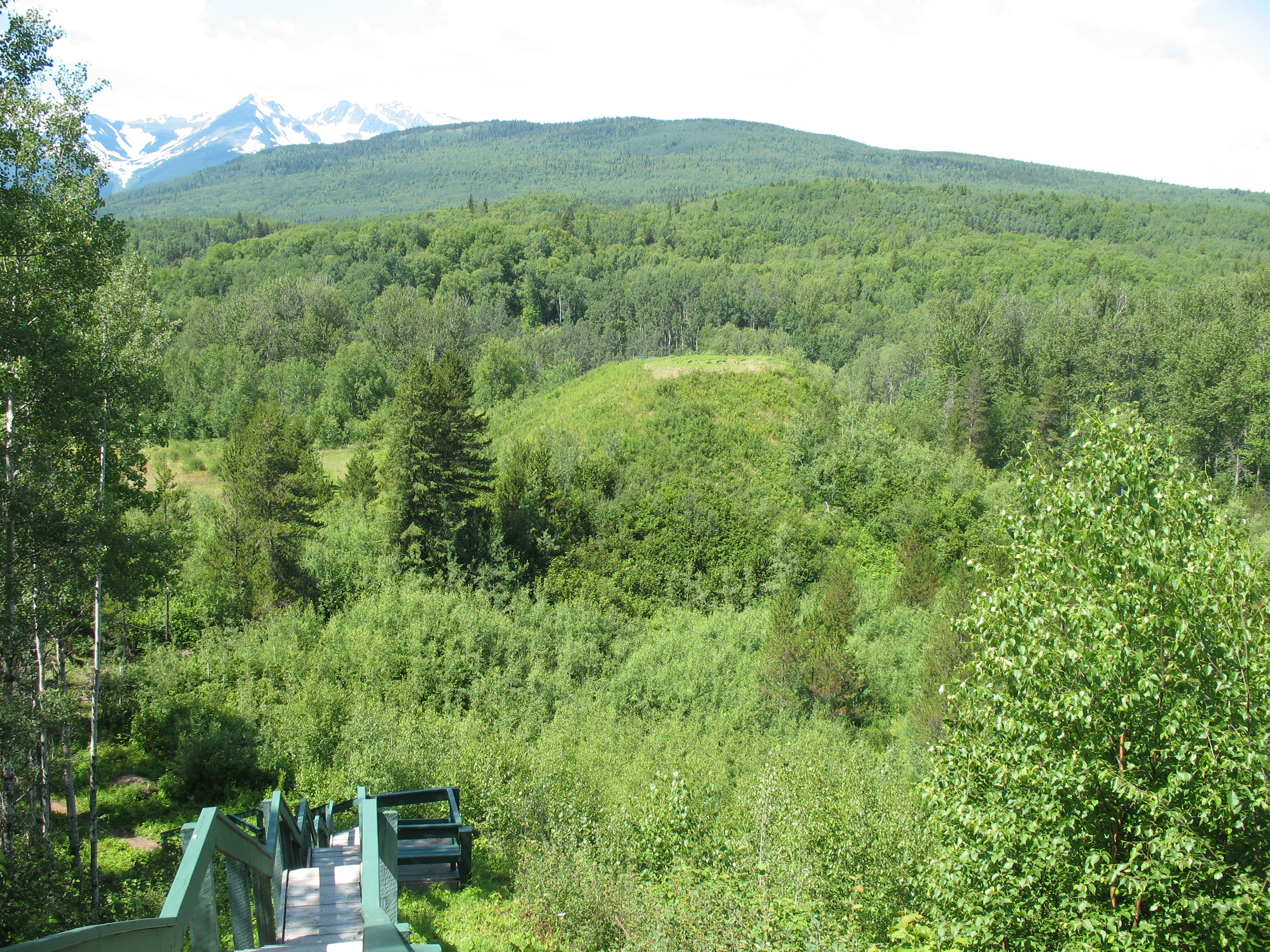
Die nationale historische Stätte Gitwangak Battle Hill. Die Basis des Hügels ist 80 m breit, die Kuppe 40 m. Archäologen fanden ab 1979 Kaninchen- und Lachsreste, Vorratsgruben und Hauspfosten. Die fünf Häuser hatten eine Fläche von rund 8 mal 11 m, das größte Haus war wohl das des Häuptlings 'Nekt. Der Hügel wurde spätestens in den 1830er Jahren zugunsten einer Stelle fünf Kilometer südwärts aufgegeben. 1905 entstand dort ein Totempfahl mit 'Nekt in Grizzlyrüstung und seiner gefürchteten Kriegskeule k'i'lax (strike only once).

Berühmtes Relikt der Folgen der Invasionen, die Haida und andere Stämme in groß angelegten Kampagnen über die Flüsse weit ins Hinterland führten, ist der Gitwangak Battle Hill. Die Mutter eines Häuptlings der Gitwangak, einer der Gitxsan-Gruppen, soll eine Luut'k'isxw gewesen sein, die von Haida entführt worden war. Sie hatte ihren Entführer im Schlaf enthauptet und war mit ihrem Sohn in einem Kanu geflohen. Dieser Sohn namens 'Nekt errichtete als Kriegshäuptling um 1700 ein Festungsdorf auf besagtem Hügel, um den Handel über den Kitwanga River zu kontrollieren. Dabei ging es vor allem um den über 60 km langen Grease trail (mit Grease ist das butterartige Fett des Kerzenfischs gemeint), der Nass und Skeena River miteinander verband. Die Festungsanlage war mit Palisaden gesichert, Belagerer scheiterten zweimal an der Festung. Von hier aus überfiel der in eine aus Grizzlyfell und Metallplatten bestehende Rüstung gehüllte Häuptling Kitimaat, Haida, Tsimshian und Nisga’a.

##### Küsten-Salish
Die heutigen Küsten-Salish lassen sich auf die Marpole-Kultur zurückführen (400 v. Chr. – 400 n. Chr.). Sie war bereits von der gleichen sozialen Differenzierung, von Plankenhäusern, in denen mehrere Familien lebten, von Lachsfang, reichen Schnitzwerken von häufig monumentalen Ausmaßen und komplexen Zeremonien gekennzeichnet. Um 1000 n. Chr. monopolisierte eine Elite nicht nur das ererbte Ansehen, sondern auch Machtmittel und Ressourcen. Sie waren nur noch dem „Adel“ vorbehalten. Als im 18. Jahrhundert die ersten Europäer an die Pazifikküste kamen, war die gesellschaftliche Hierarchie der Küsten-Salish deutlich ausgeprägter als im Hinterland. Dabei wurde sie wiederum von Süden nach Norden rigider.
Die ältesten dauerhaften Wohnstätten reichen bis um 3000 v. Chr. zurück, das älteste Dorf entstand am Skeena River um 1000 v. Chr. Schon diese Häuser standen dicht an dicht in Reihen, wie man es aus dem späten 18. Jahrhundert kennt. Doch war die Bauweise noch leichter. Zudem lassen sich ab etwa 500 v. Chr. erstmals Pfostenhäuser nachweisen, die kennzeichnend für die Westküstenkultur wurden. Die ersten dauerhaften Winterdörfer sind ab 1200 v. Chr. fassbar, gemeinsame Großbauten um Christi Geburt. In den Häusern lebten meist mehrere Familien, die einen gemeinsamen, aber in sich unterteilten Haushalt führten. Diese Häuser wurden mit Symbolen ausgestattet, wie Totempfählen und bemalten Hauswänden.
Wegen der inzwischen überragenden Bedeutung des Lachsfangs nahm man lange eine Zuwanderung aus dem unteren Frasertal oder dem Plateau an, doch scheint sich die Marpole-Kultur regional zu speisen. Diese Lebensweise gestattete offenbar eine relativ hohe Bevölkerungsdichte. An der Südküste wurde ein Höhepunkt der Komplexität erreicht. Es lassen sich dauerhafte Wintersiedlungen nachweisen, ab ungefähr Christi Geburt auch Planken- oder Langhäuser. Die Begräbnisstätten zeigen starke Statusdifferenzen. Zwischen etwa 500 und 1000 n. Chr. sind viele Süd-Salish-Gruppen durch Steinhaufengräber (cairns) gekennzeichnet. Um Victoria und Metchosin finden sich hunderte von ihnen.
Die ältesten figürlichen Darstellungen stammen aus der Zeit um 2500 v. Chr. An der Südküste lassen sich von ca. 2500 v. Chr. bis etwa 500 n. Chr. Lippenpiercings nachweisen, doch verschwanden sie dort wieder, im Gegensatz zu den nördlichen Küstengebieten, wo sie noch heute zur Tradition gehören.
Erst um 400 n. Chr. erreichte der Bogen diese Region.
Wahrscheinlich um 500 tauchten Pfeifen auf. Tabak wurde jedoch nur an der Südküste geraucht, im Norden eher gekaut. Dort wurde der Tabak in Gärten angepflanzt. Dennoch machte Gartenbau bei Nahrungsmitteln offenbar nicht Schule.

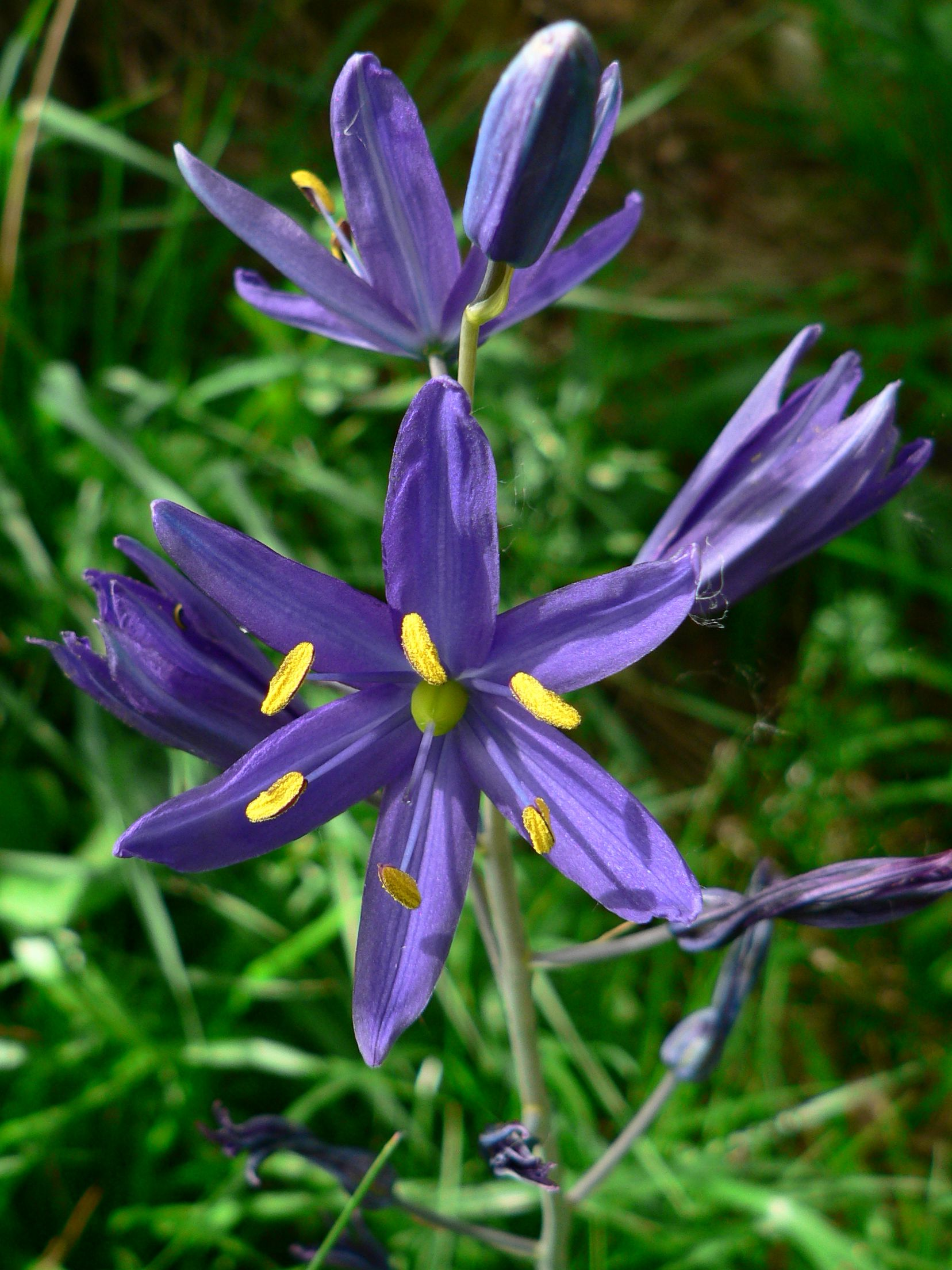
Camassia quamash, deren Zwiebeln essbar sind

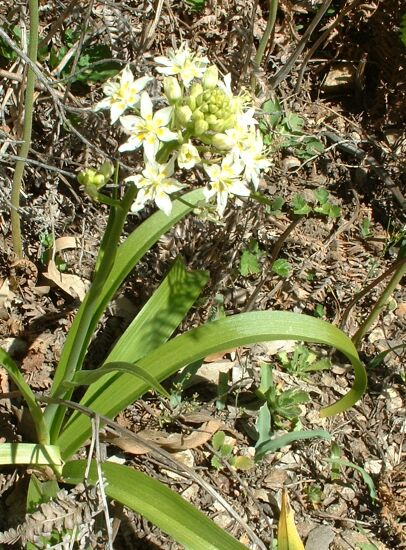
Die hochgiftige (daher der Name Deathcamas), am besten an der Blüte unterscheidbare Zigadenus

Zumindest einige Salish waren um 1600 v. Chr. bereits an ein bestimmtes Gebiet gebundene Bauern, so etwa die Katzie. Sie pflanzten Camas. Anbau und Pflege des Bodens verwandelten die Landschaft und gaben ihr einen parkähnlichen Charakter.
Um Streitigkeiten in Grenzen zu halten und um überleben zu können, beanspruchten die Stämme ein traditionelles Gebiet – häufig mit Überlappungen –, innerhalb dessen die Nutzungsrechte wiederum nach Erblinien festgelegt waren. Der Vorzug dieser Lebensweise bestand darin, dass es kaum jemals Ernteausfälle gab, und selbst wenn in klimatisch ungünstigen Jahren die Ernte geringer ausfiel, so konnte man doch auf den Handel über die See ausweichen. Das gilt insbesondere für die Salish Sea. Kisten dienten der Aufbewahrung und dem Transport der Handelsgüter.
Während jedoch Tlingit, Haida und Tsimshian als matrilinear bezeichnet werden, herrschte bei den Wakashan und Salish die Zweilinienverwandtschaft über Vater und Mutter gleichermaßen vor.
Die Häuptlinge der Stämme waren zumeist Männer, doch häufig waren Frauen die Häupter ihres Hauses. Eine formale, überpersonale Autorität gab es bei Ankunft der ersten Europäer nicht. Das Konzept der Wiederverteilung, vor allem durch das Potlatch im Sinne eines ostentativen und zugleich Reichtum ausgleichenden Verschenkens, befestigte die Rang- und Aufgabenverteilung innerhalb der Gesellschaften.

##### Nuu-chah-nulth, Kwakwaka'wakw

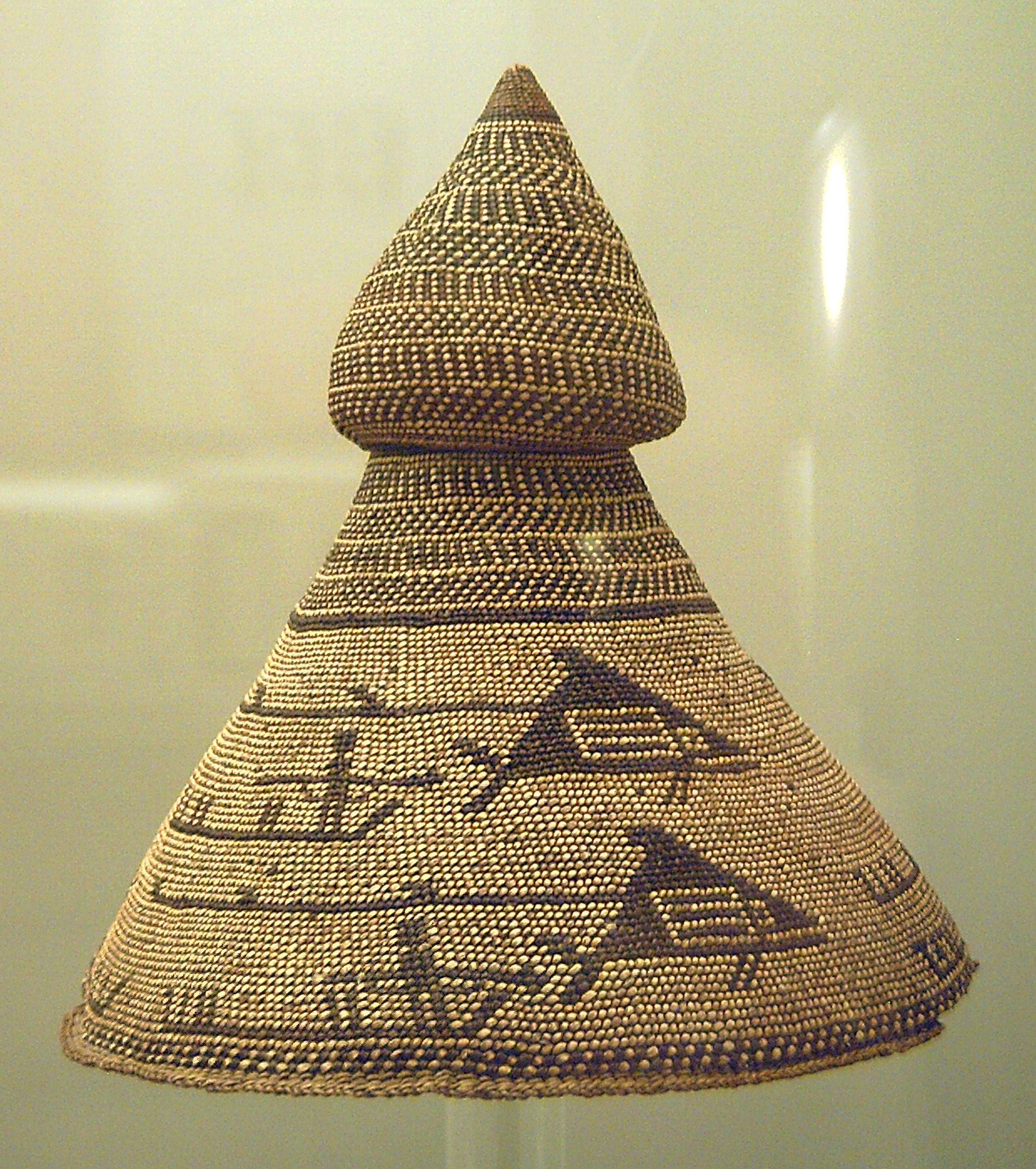
Sonnenhut eines führenden Walfängers vom Nootka Sound, 18. Jahrhundert

Die Frühkulturen der Westküste von Vancouver Island sind vor allem durch die Ausgrabungen von Yuquot bekannt geworden. Dessen Überreste werden auf vor 2000 v. Chr. datiert. Die Kultur unterscheidet sich erheblich von der Obsidiankultur im Gebiet der Königin-Charlotte-Straße. Hier gibt es praktisch keine abgeschlagenen Steine, dafür Knochenwerkzeuge. Wahrscheinlich herrschten hier Meeressäuger schon zu dieser Zeit bei der Nahrung vor.

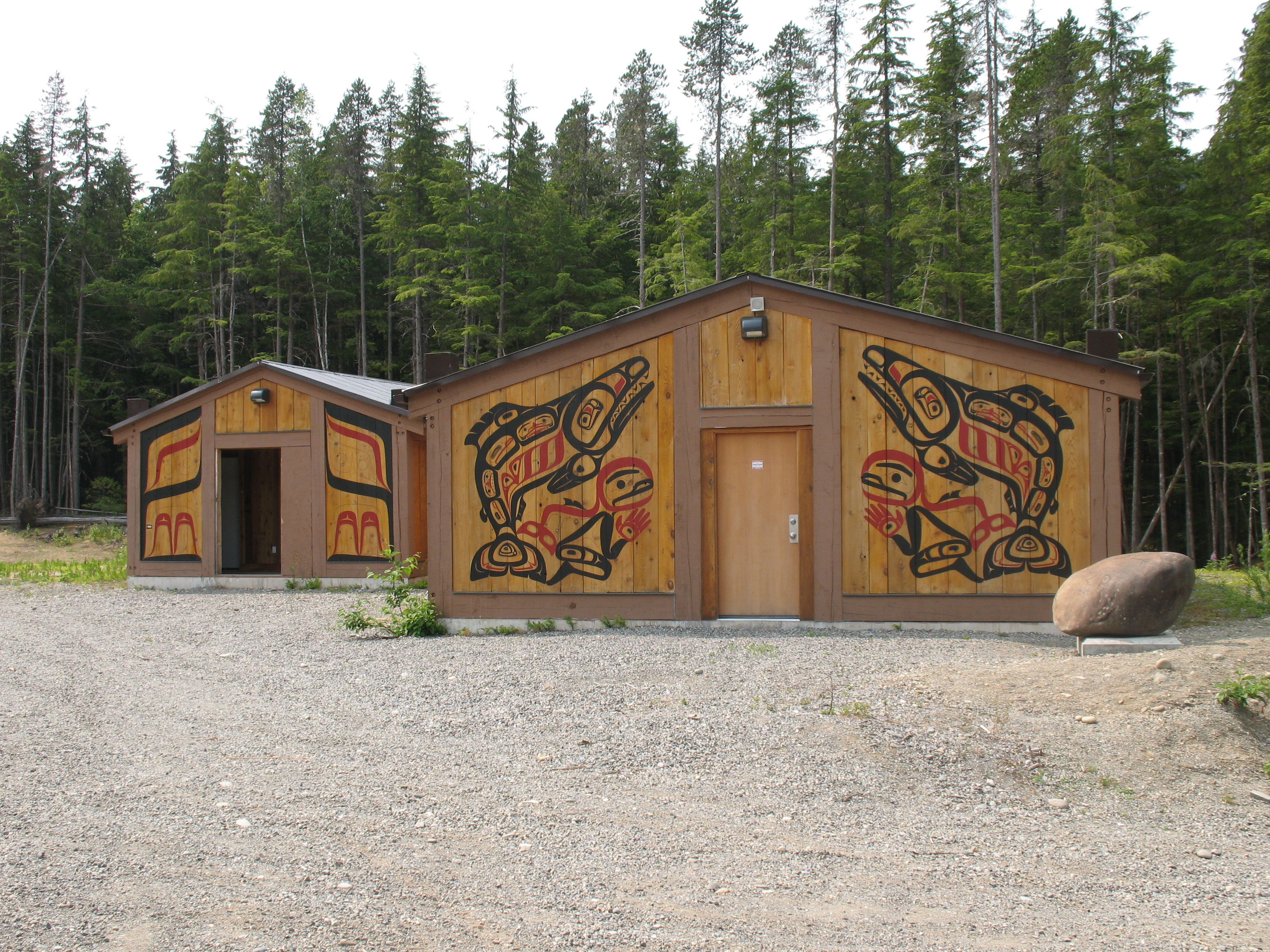
Rekonstruierte Häuser im Gitselas Canyon, einer National Historic Site, H.-J. Hübner 2009

Während im Südosten Alaskas gegen 1000 v. Chr. Fischreusen aufkamen (Favorite Bay), sich Dörfer mit kleinen Häusern entwickelten (Gitselas Canyon, Paul Mason Site) und Begräbnisstätten ab etwa 500 v. Chr. fassen lassen, die bereits Anzeichen einer gesellschaftlichen Gliederung (Kupfer als Beigabe) aufweisen, und erste Kriegswaffen und -verletzungen nachweisbar sind, bestehen an der mittleren Küste noch große Datierungsprobleme. Nachweisbar sind Grundsteine und ausschließlich Knochenwerkzeuge. Möglicherweise gab es eine Bewegung der Wakashan nach Norden, vielleicht zusätzlich nach Süden.
Trotz bestimmter Ähnlichkeiten mit der Kultur der Eskimos, z. B. einer bestimmten Harpunenform, der Gelenkharpune (toggling harpoon), nimmt man heute an, dass sie ein direkter Abkömmling der Charles-Kultur ist. Sie ist durch wachsenden Gebrauch von Steinanhäufungen (ground stones), durch Schiefermesser, Spitzen und Breitbeile aus Nephrit gekennzeichnet. Die Nahrungsbeschaffung beruhte auf Wild, einer Vielzahl von Fischarten, Schalentieren, dazu kamen Meeressäuger. Am Fundort Crescent Beach dominierten jedoch Lachs und Heilbutt mit jeweils 40 % Anteil. Möglicherweise wurden hier Lachse bereits konserviert, denn ihnen fehlen die Köpfe. Darauf weist auch hin, dass der Fundplatz zu keiner Zeit ein günstiger Fangplatz gewesen ist.

## Kontakte mit Europäern

### Die ersten Kontakte der Salish mit Europäern, Handel und Forts
Der Handel der Indianer spielte eine mit dem europäischen Handel nicht durchweg vergleichbare Rolle. Die Fahrten dienten zwar dem Austausch von Gütern, doch ebenso der Begründung und Befestigung von Verwandtschaftsverhältnissen, auf die man, selbst nach längerem Ruhen der Beziehung, wieder zurückgreifen konnte. So hatten die Küsten-Salish praktisch überall im riesigen Wohngebiet zwischen British Columbia und Oregon Aufenthaltsmöglichkeiten, was wiederum den Handel erleichterte. Dieses Wissen war jedoch „privat“ und gehörte nur jeweils einer Familie. Die untere Schicht war regional viel eingeschränkter und besaß kein solches Wissen.
Mit Camassia quamash wurde ein intensiver Handel betrieben, insbesondere mit den Nuu-chah-nulth, denn der überwiegende Teil der begehrten Früchte wuchs im weniger feuchten Süden von Vancouver Island. Noch bevor weiße Siedler sich dort niederließen, bauten Indianer Tomaten und Kartoffeln an, die sie wohl von den ersten Forts der Hudson’s Bay Company bezogen hatten. Auch Bohnen wurden gelegentlich angepflanzt, sie waren aber anscheinend kein Handelsgut.

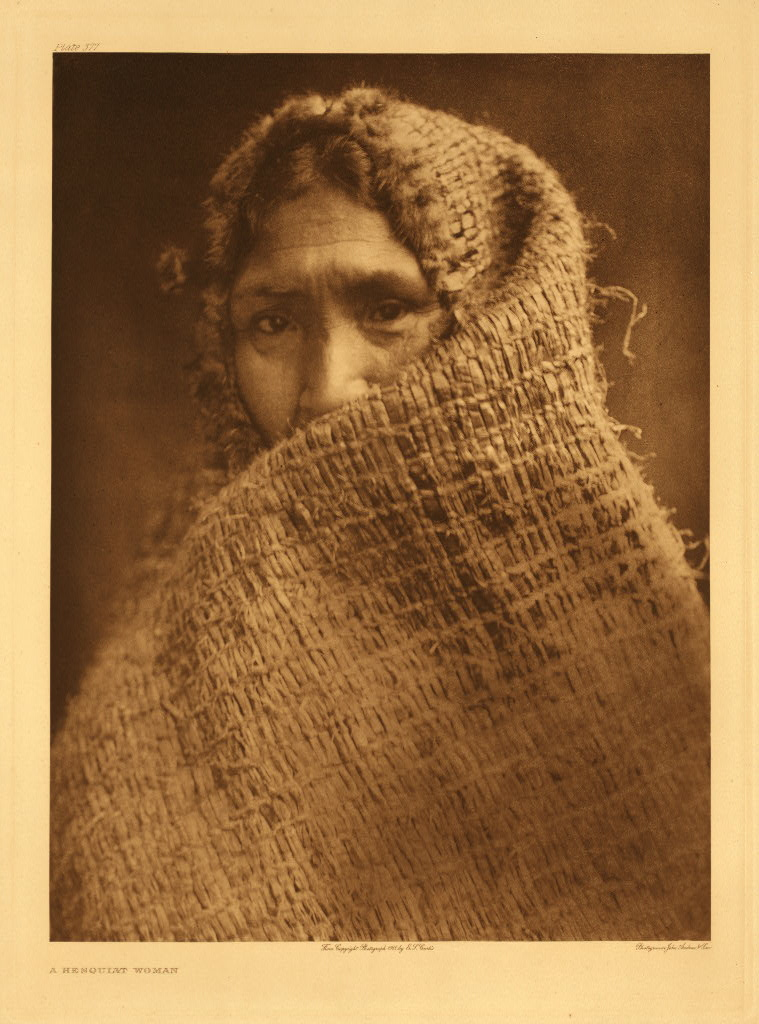
Hesquiaht-Frau mit Kleidern aus Baumfasern, Edward S. Curtis

Wichtige Handelsgüter waren hingegen Otterfelle und Biberpelze, Tran und das butterartige Fett des Kerzenfischs (Eulachon), aber auch Bauholz für die Plankenhäuser und für die Forts der Pelzhandelskompanien. Dazu kamen Decken, die zum Teil aus Ziegenhaaren hergestellt wurden. Hunde wurden wohl um die Juan-de-Fuca-Straße wie Schafherden gehalten, weiße und dunkle Hundehaare wurden zu Decken, Matten, Körbe und Kleidung verarbeitet, die weiträumig getauscht wurden. Neben den Seewegen bestand ein weit gespanntes Netz von Handelspfaden, die die Europäer später gleichfalls nutzten, und die später zu Straßen ausgebaut wurden.
Die ersten Kontakte der Küsten-Salish mit Europäern erfolgten bei den südlichsten Stämmen. 1774 unternahm Juan José Pérez Hernández die erste dokumentierte Reise, um das Land für Spanien in Besitz zu nehmen. Ein Jahr später folgte die Expedition von Juan Francisco de la Bodega y Quadra. Mit ihm erschien 1775 ein weiteres spanisches Schiff, die Santiago unter der Führung Bruno de Hezetas, das die Pocken bei den Quinault einschleppte. Diese katastrophale Pockenepidemie hat, so schätzt man, mindestens ein Drittel der Indianer der Pazifikküste das Leben gekostet, bei den Salish in den heutigen USA waren die Verluste wohl noch wesentlich höher, so hoch, dass sie sich gegen die Überfälle der weniger betroffenen Völker des Nordens in den folgenden Jahren kaum noch wehren konnten. Immer wieder flackerte die Krankheit auf, so 1790, als der Besuch eines Schiffs unter Führung des Spaniers Manuel Quimper im Juli bei der Beecher Bay First Nation die Krankheit übertrug. Allein bei den Lower Elwha Klallam fanden sich bei Tse-whit-zen im Jahr 2005 mindestens 335 Skelette. Dabei trafen die Epidemien auf eine der dichtesten Bevölkerungen Nordamerikas, in der wahrscheinlich die Hälfte aller kanadischen Indianer lebte, davon zwei Drittel in Küstennähe. Sie handelten mit etwa fünfzig verschiedenen Waren, darunter Kanus, Stoßzähne, Häute von Bergziegen, getrockneter Lachs und Seegras.

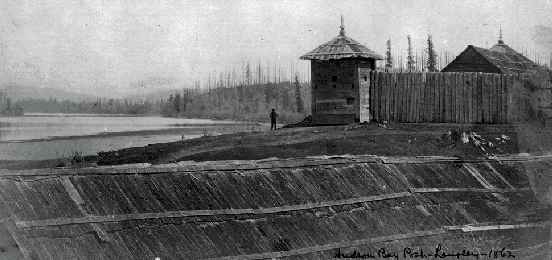
Fort Langley 1862

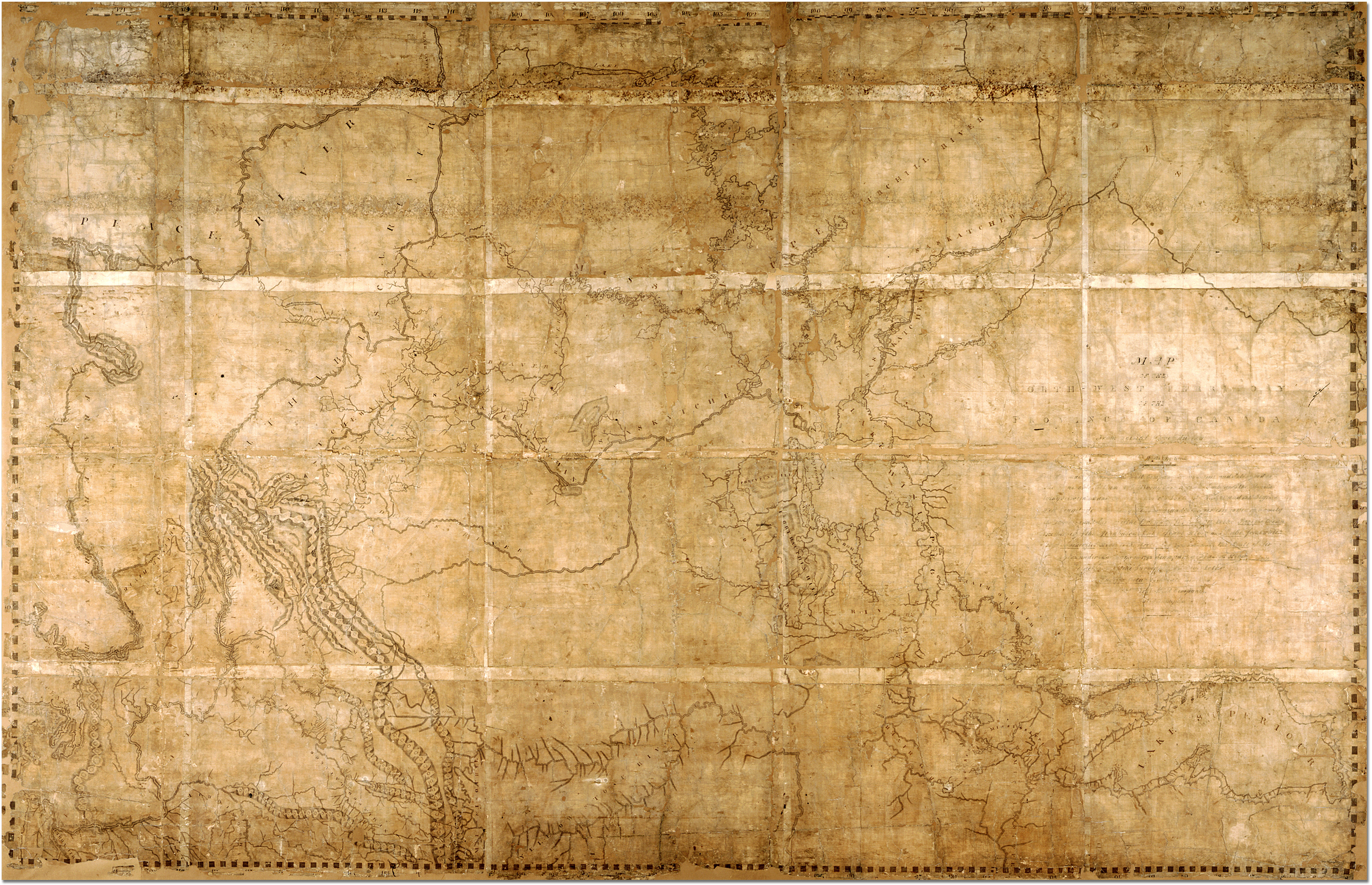
Karte der Nordwest-Territorien, erstellt von dem Angestellten der North West Company David Thompson 1813-14. Sie basierte auf Forschungsreisen zwischen 1792 und 1812 und reichte vom Oregon-Territorium über den Großen Sklavensee bis zum Polarmeer.

Ein Pelzhändler namens Charles Barkley erreichte die Juan-de-Fuca-Straße wohl 1787. Die Spanier Dionisio Alcalá Galiano und Cayetano Valdés y Flores sowie der Brite George Vancouver kamen 1792. Die Lewis-und-Clark-Expedition erforschte im Auftrag der US-Regierung den amerikanischen Westen und erreichte den unteren Columbia und den Pazifik 1805, womit die Vereinigten Staaten ihren Gebietsanspruch anmeldeten. Simon Fraser, Pelzhändler der North West Company, fuhr 1808 den später nach ihm benannten Fraser River hinab und erreichte ebenfalls den Pazifik, bzw. die Juan-de-Fuca-Straße. 1811 setzten sich am Columbia die ersten Pelzhändler fest, dazu kamen Forts, wie Fort Shuswap (1812-13). Die Hudson’s Bay Company folgte in den 1820er Jahren und ließ 1827 Fort Langley errichten. Zu dieser Zeit zogen die nördlichen Stämme auf ausgedehnten Raubzügen bis weit in den Süden und überfielen beispielsweise 1823 die Nanoose im Süden von Vancouver Island, von denen 1839 nur noch 159 lebten.
Die durch die ersten Pelzhändler und den stetigen Waffenzufluss verstärkten Raub- und Plünderzüge der nördlich der Salish lebenden Stämme, vor allem der Haida, Kwakwaka'wakw und Tlingit, dürften dem Handel erheblichen Schaden zugefügt haben.
1793 erreichte Alexander Mackenzie, ein Mitglied der North West Company, als erster Europäer die Küste von Osten her. Dort traf er auf die zu den Küsten-Salish gehörenden Nuxalk. Mackenzies Begleiter John Finlay gründete 1794 Fort St. John, die erste dauerhafte europäische Siedlung in British Columbia. Simon Fraser erkundete 1808 einen Teil des Landesinneren. 1811 erforschte David Thompson den Columbia.
Südlich der Grenze zu Russisch-Amerika (54°40' N) waren neben der North West Company auch die Hudson’s Bay Company und die American Fur Company im Pelzhandel tätig. Großbritannien und die USA schlossen 1818 den Londoner Vertrag, der vorläufig die gemeinsame Nutzung des damals als Oregon Country bezeichneten Gebiets regelte. Nach der Fusion von HBC und North West Company im Jahr 1821 wurde das Gebiet des heutigen British Columbia in drei Handelsdistrikte aufgeteilt. Der nördliche und zentrale Teil des Landesinneren bildete New Caledonia (Verwaltungssitz Fort St. James); das Landesinnere südlich der Wasserscheide des Thompson River und nördlich des Columbia River gehörte zum Columbia District mit dem Verwaltungssitz Fort Vancouver; der äußerste Nordosten, bekannt als Peace River Block, war Teil des von Fort Chipewyan in Alberta aus verwalteten Athabasca District.
Wie meistens, so halfen die örtlichen Indianer, in diesem Fall die Kwantlem, beim Aufbau, ähnlich wie die Songhees beim Aufbau von Fort Victoria. Manche der höher gestellten Frauen heirateten Angestellte der Companys. Durch Verlegung ihrer Hauptsiedlungen in den Umkreis der Forts versuchten manche Stämme den Handel mit den Weißen zu monopolisieren, indem sie konkurrierende Stämme verdrängten und als Zwischenhändler auftraten.

### Pelzhandel, europäische Konflikte und regionale Herrschaftsverbände
Am 9. August 1774 lag die Santiago unter dem spanischen Kapitän Juan José Pérez Hernández vor der Westküste Vancouver Islands, doch kam es zu keinem Kontakt mit den Nuu-chah-nulth. So wurden sie von der schweren Pockenepidemie verschont, die die Küsten-Salish traf.

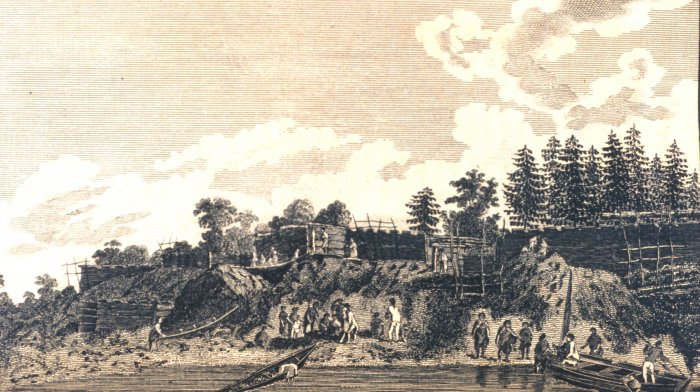
Blick auf die Wohnbauten im Nootka Sound. in: „A Collection of Voyages round the World … Captain Cook's First, Second, Third and Last Voyages …“ Volume V, London, 1790, S. 1767.

James Cook landete 1778 am Nootka Sound und in der Resolution Bay, womit der erste Handelskontakt zustande kam. Er registrierte, dass es Kämpfe zwischen den von ihm als „Nootka“ bezeichneten Stämmen gab. Hauptauslöser war der Streit um das Handelsmonopol mit den Fremden.
Während der Jahre 1778–90/94 versuchten Spanier und Briten ihren Anspruch auf diesen Küstenabschnitt durchzusetzen. Die Verhandlungen zur Beilegung des Streits fanden bei Maquinna, dem Häuptling der Mowachaht statt. Er trug den Titel Hyas Tyee (bedeutender Häuptling), womit auch die Könige der Europäer bezeichnet wurden. Maquinna führte eine gezielte Kriegspolitik durch und schloss dazu Bündnisse. Zugleich gelang es ihm, den Pelzhandel und die Gewinne daraus zu kontrollieren. Dass damit auch europäische Waffen in seine Hand gelangten, gab seiner Herrschaft überlegene Durchsetzungskraft. Dies hob zugleich das Prestige der Führungsschicht, des „Adels“.
Als 1784 die Journale der Expedition Cooks publiziert wurden, löste dies einen Run auf Seeotterfelle aus. Zwischen 1785 und 1805 steuerten mehr als 50 Handelsschiffe die Region an. 1788 besetzten die Besucher Land, um eine Handelsstation zu gründen, im folgenden Jahr hinterließen die Spanier eine Garnison. In diesem Zusammenhang kam es zwischen Großbritannien und Spanien zur Nootka-Sound-Kontroverse. Maquinna setzte sich zeitweise aus Yuquot ab und floh in den Clayoquot-Sund, wo er mit Wickaninnish lebte, dem zweiten einflussreichen Häuptling der Westküste. John Meares trat im Juni in direkten Kontakt mit diesem Häuptling der Tla-o-qui-aht. Doch 1789 wurden die vier Schiffe, die Meares in Absprache mit Wickaninnish ausgesandt hatte, von der Flotte des spanischen Kapitäns Don Estevan José Martínez geentert. Meares brachte im Mai 1790 eine Petition im britischen Unterhaus ein, die den Premierminister darin bestärkte, den Konflikt bis an den Rand des offenen Krieges zu treiben.
Bodega Quadra, der ab 1792 die spanische Sache vertrat, versuchte Verbündete gegen die Briten zu gewinnen und umwarb die Häuptlinge. Maquinna lud sowohl Quadra als auch George Vancouver nach Tahsis ein. Kaum jemals war die Präsenz der Europäer so dicht, wie in den Jahren 1792–94, als 30 Schiffe im Sound ankerten, allein zehn (bzw. zwölf) zur gleichen Zeit im September 1792. Die Spanier gaben im März 1795 die nördlichste Ansiedlung im Pazifik nach der Einigung mit London auf.
Die Konflikte mit den Europäern drehten sich im Allgemeinen um Besitzvorstellungen, aber weitere kulturelle Missverständnisse kamen hinzu. Es scheint, als sei Kannibalismus, der die Europäer zu den heftigsten Gewaltandrohungen veranlasste, immer wieder benutzt worden, um die jeweiligen Nachbarn in Misskredit zu bringen. Damit wäre es ein Mittel zur Rufschädigung und zur Umleitung der Handelskontakte im eigenen Interesse gewesen. Dies könnte auf die Lehren aus der ersten Begegnung mit James Cook zurückgehen, bei der die Indianer glaubten, dass die Weißen Menschenfresser seien. Daher boten sie ihnen mit der Geste des Essens Leichenteile an, was diese empört zurückwiesen.
Weitere Missverständnisse tauchten auf, wenn die Häuptlinge nach einem Potlatch, bei dem sie äußerst freigebig waren, an Bord erschienen und das gleiche vom Kapitän und seinen Offizieren erwarteten. Ihre Forderungen oder ihr „Betteln“ stießen auf Verachtung und führten zu schweren Beleidigungen. Völlig unklar bleibt die Frage, ob weibliche Sklavinnen den fremden Männern „angeboten“, und welche Ziele dabei von den Häuptlingen verfolgt wurden. Immerhin waren solche Anekdoten ein nicht zu unterschätzendes Lockmittel der Werber, und sie wurden vielleicht nur deshalb kolportiert, um ausreichend Mannschaften für die langen Fahrten anwerben zu können.
Der Pelzhandel war Teil eines Dreieckshandels zwischen Europa, dem Pelzhandel in China und Nordwestamerika. Die Europäer fuhren mit Metallen, venezianischen Glasperlen und allem, was als begehrt bekannt war, zum Nootka Sound. Dort nahmen sie Otterfelle und Biberpelze an Bord und verkauften sie in Ostasien. Mit den enormen Gewinnen erwarben sie dort Porzellan, Seide und andere chinesische Waren, die in Europa gefragt waren. Dabei entwickelte man eine Händlersprache, die als Chinook Wawa bezeichnet wurde. Sie bestand aus zahlreichen chinesischen, englischen, spanischen Wörtern, aber auch aus Wörtern der Chinook und der Nuu-chah-nulth.
Dennoch war der Einfluss der europäischen Besucher zunächst überwiegend bei denjenigen Stämmen spürbar, die den Pelzhandel monopolisierten, also vor allem den Mowachaht und Tla-o-qui-aht. So betasteten noch 1805 die Mitglieder der weiter im Norden der Insel lebenden Ehatteshaht den wohl ersten hellhäutigen und in seltsame Kleider gehüllten, englischen Besucher John R. Jewitt mit großem Erstaunen.

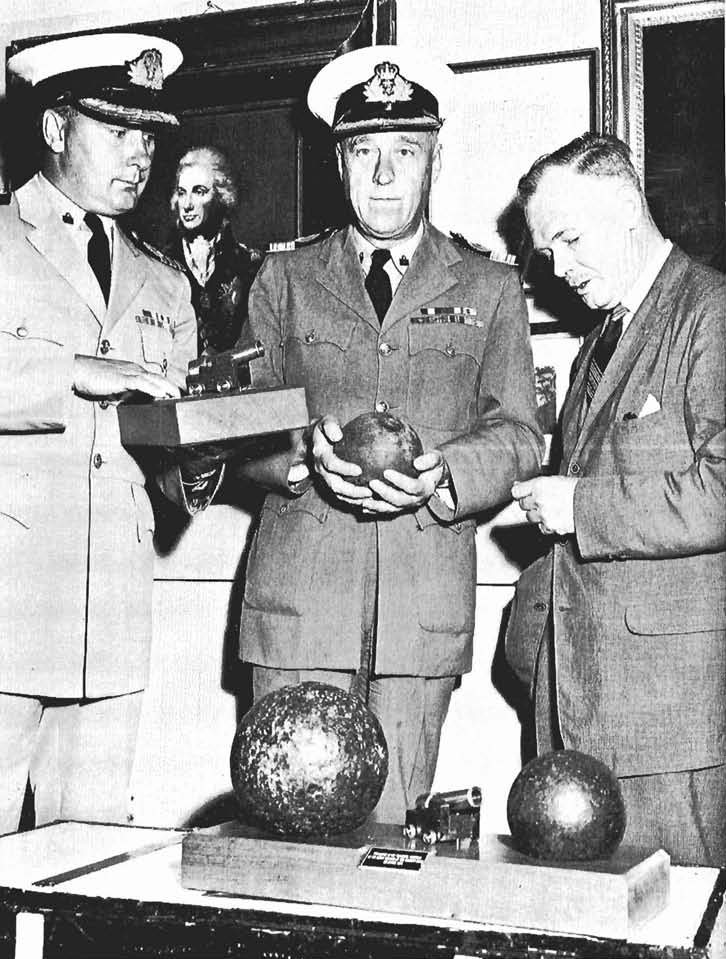
100 Jahre nach dem 1864 erfolgten Beschuss von Dörfern der Ahousaht an ein Museum übergebene Kanonenkugeln

Doch die Tatsache, dass die Pelzhändler den Nootka Sound ab 1803 nach dem Überfall auf ein Schiff mieden, trug dem Häuptling bald die Feindschaft der anderen Stämme ein. Spätestens 1817 war die Vormacht der Mowachaht offenbar gebrochen. Der Handel mit Seeotterfellen endete 1825 endgültig.

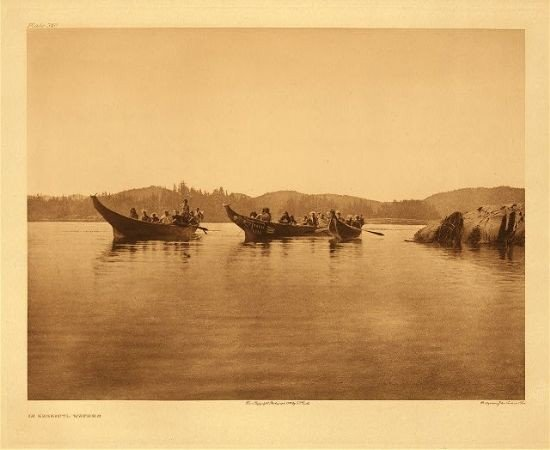
Kwakwaka'wakw-Kanus, Edward Curtis

Ähnlich erging es den Tla-o-qui-aht. Im Juni 1811 ankerte die Tonquin, ein Schiff der Pacific Fur Company, im Clayoquot Sound. Häuptling Nuukmis fühlte sich betrogen und es kam zu einem Überfall, bei dem die Tla-o-qui-aht die Mannschaft niedermachten. Der letzte Überlebende auf dem Schiff sprengte jedoch den gesamten Schießpulvervorrat in die Luft und rund 150 Krieger kamen dabei ums Leben. Die Pelzhändler mieden nach diesem Ereignis auf Jahrzehnte die Region, die regionale Vormachtstellung der Tla-o-qui-aht war zerstört.
Der Niedergang der Nuu-chah-nulth setzte sich durch schwere Pockenepidemien ab 1824 fort, um 1850 folgten Masern. 1850-54 schloss Gouverneur James Douglas 14 Landabtretungsverträge gegen geringe Kompensation. Gleichzeitig lieferten sich die Tsimshian, Haida und Küsten-Salish jahrelange Kriege, die nun mit modernen Gewehren ausgetragen wurden, wie zwischen den Ahousaht und den Otsosaht, die sich 14 Jahre lang bekriegten.
1862–1863 wütete an der Westküste eine besonders schwere Pockenepidemie, der vermutlich 20.000 Indianer zum Opfer fielen. Im Gegensatz zu den frühen Pockenepidemien waren diesmal auch die Nuu-chah-nulth betroffen. 1864 kam es zu heftigen Auseinandersetzungen, in deren Verlauf Ahousaht eine Schaluppe angriffen und die Besatzung umbrachten. Im Verlauf eines Rachezugs beschoss und zerstörte eine Flotte neun Dörfer.
Jüngst schätzte John Douglas Belshaw, dass die indigene Bevölkerung in der Provinz von rund 500.000 auf unter 30.000 zusammengebrochen sei.

## Pelzhandelsgesellschaften, Besiedlung durch US-Amerikaner

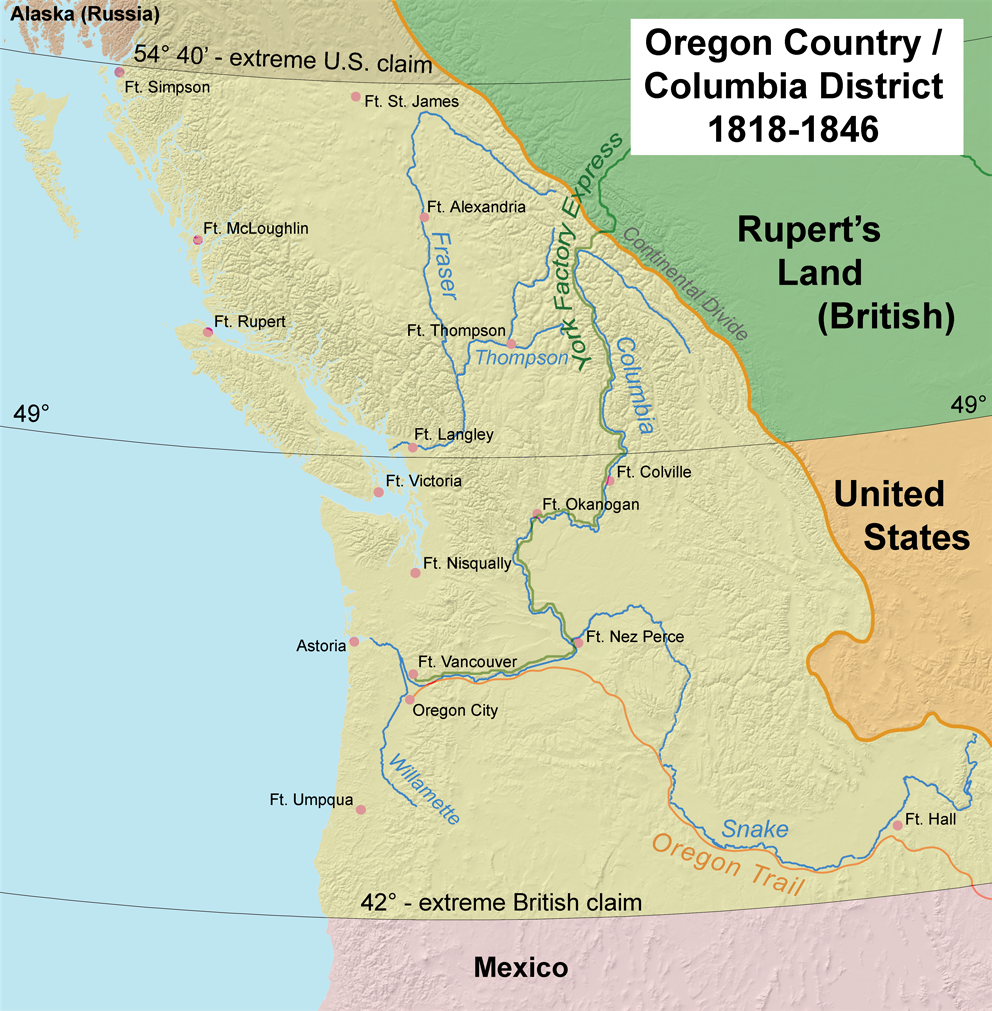
Karte des Oregon County mit britischen und amerikanischen Gebietsansprüchen

Die Hudson’s Bay Company griff weit auf heute US-amerikanisches Territorium aus, ein Gebiet, das etwa den Staaten Washington, Oregon, Idaho, dazu Teilen von Montana und Wyoming entspricht. Die HBC erhielt 1838 das ausschließliche Recht, mit den „Eingeborenen“ zu handeln und gründete 1843 eine Handelsstation an der Stelle des heutigen Victoria. Gesichert wurde sie durch den Grenzvertrag zwischen Großbritannien und den USA vom 15. Juni 1846, der Vancouver Island Britisch-Nordamerika zuschlug. London überließ der Company für zehn Jahre die gesamte Insel.
Unter der Leitung von George Simpson gründete die HBC eine Untergesellschaft. Sägemühlen schnitten nun Holz für die Ausfuhr nach Kalifornien und Ostasien, Lachs und Cranberrys wurden ausgeführt, in Victoria entstand zu diesen Zwecken bereits 1843 die Puget Sound Agricultural Company. In Fort Rupert im Norden entstand die erste Kohlegrube und mit der S.S. Beaver befuhr 1834 das erste motorisierte Schiff den amerikanischen Nordwesten.
1849 wurde James Douglas von der HBC zum Gouverneur der neu geschaffenen Kronkolonie Vancouver Island ernannt, deren Hauptstadt Victoria wurde. New Caledonia, wie der Festlandteil der späteren Provinz nun genannt wurde, blieb ein Territorium unter der Verwaltung der HBC, die sich aus dem Süden, der ab 1846 zu den USA gehörte, zurückziehen musste. Durch eine Ungenauigkeit im Vertrag kam es 1859 beinahe zu einer militärischen Konfrontation, die als Schweinekonflikt bekannt wurde. Erst eine vom deutschen Kaiser gebildete Kommission schlug die betroffenen Inseln den USA zu und beendete damit 1872 den Gebietsstreit.
Ab 1852 gestattete London der Kolonie den Verkauf von unbewohntem Land. Es wurde für einen Dollar pro Acre (ca. 4.000 m²) verkauft. Der Bevölkerungsdruck nahm mit dem ersten Goldrausch ab 1858 rapide zu. Victoria, das bis zum 25. April 1858 kaum 300 Einwohner hatte, wurde an diesem Tag um 450 Goldsucher reicher, denn mit Bekanntwerden von Goldfunden am Fraser kamen in kürzester Zeit weitere 16.000 Menschen nach Victoria. Zwar war auf den Queen Charlotte Islands bereits 1851 Gold gefunden worden, doch hielt der Gouverneur den Fund bis 1856 geheim. Die Indianer verkauften der HBC bis dahin 800 Unzen Gold.
1858 erreichte eine Gruppe von fast 800 freien Schwarzen aus San Francisco kommend die Insel. Die Gruppe nutzte eine Einladung von Gouverneur James Douglas sich hier als Siedler niederzulassen. Obwohl sie auch hier immer noch einer Diskriminierung ausgesetzt waren, bereicherten diese Pioniere das politische, religiöse und wirtschaftliche Leben der Kolonie. Die kanadische Regierung würdigte am 22. September 1997 das Wirken der schwarzen Pioniere auf die Entwicklung der Kolonie als „nationales historisches Ereignis“.

## Wirtschaftliche Veränderungen
Großbritannien zog alles Land als Crown Land (Kronland) an sich und richtete später Reservate (Reserves) ein. Die Stämme wurden entsprechend ihren Dörfern und einem überaus stark schwankenden Schlüssel, der Familien und Flächenbedarf in Beziehung setzte (10 bis 600 ha pro Familie), auf Reservate verteilt, die das Land extrem zerstückelten – bis heute gibt es in British Columbia über 1.700 Reservate. Die entstehenden Farmen machten den Indianerfrauen das Sammeln und Graben unmöglich. Dann zerstörte der zunehmend industrielle Fischfang, dem die kanadische Regierung mit Restriktionen gegen die Indianer beisprang, den Fischhandel der Salish. Bauten wie die Eisenbahnbrücke über den Fraser zerstörten sogar die für den Fisch notwendigen Fischtreppen und beendeten damit manchen der massenhaften fish runs. Dazu kamen Staumauern. Seen wie der Lake Sumas wurden in den 1920er Jahren zur Gewinnung von Ackerland einfach trockengelegt.
Die Indianer verdingten sich zunehmend als Holzfäller, Sägemühlengehilfen, für eine gewisse Zeit sogar als Minenarbeiter in den Kohlebergwerken und als Seeleute. Andere arbeiteten in der Fischindustrie, die Männer meistens als Fischer, die Frauen beim Ausnehmen und Verpacken. Doch Japaner und Chinesen verdrängten sie zunächst beim Eisenbahnbau, dann in der Fischerei. Die Gesetzgebung verhinderte einen kommerziellen Fischfang bei den Indianern. Sie waren zunehmend auf Tagelöhnerei, auf ungelernte Arbeit und Saisonbeschäftigung angewiesen.
Insgesamt litt die Finanzierung der britischen Präsenz unter einer zu geringen Zahl von Siedlern – 1813 wurde ein erster Farmversuch zur Versorgung Fort Vancouvers unternommen, 1826 versuchte man im Okanagan Valley auf diese Art die Handelsrouten zu versorgen –, die jedoch durch die Einnahmen aus den Goldfunden am Fraser und im Cariboo-Gebiet gesichert wurde. Bald verlagerte sich das wirtschaftliche Schwergewicht der Provinz auf die Ausfuhr von Rohstoffen wie Kohle und Holz, aber auch Fisch. Dementsprechend wurde Konkurrenz nur solange zugelassen, wie sie das Lohnniveau senkte, oder sich auf (noch) nicht erreichbare Gebiete beschränkte. Unter den gleichen Bedingungen wurde anfangs die Zuwanderung von Chinesen und Japanern gefördert.

### Epidemien und Mission
Doch solche Überlegungen wurden zunächst durch schwere Bevölkerungsverluste obsolet. Schutzmaßnahmen gegen die unbekannten Krankheiten durch manche Missionare und Ärzte wie 1853 und 1862 halfen dagegen nur punktuell. So überlebten zahlreiche Salish um Victoria und im Puget Sound, jedoch war diesmal der Norden dem Desaster hilflos ausgesetzt. Dabei profitierten die Missionsstationen von diesen Katastrophen, denn die Verluste an kulturellem Wissen durch das Sterben der Schamanen und Medizinmänner, der Älteren und Heiler, dazu der Glaube an die zu schwache Macht der eigenen Kräfte, veranlassten viele Indianer zum Übertritt zum Christentum. Nach und nach wurden die Ureinwohner erstmals zur Minderheit, gewaltsamer Widerstand regte sich, wie etwa im Chilcotin-Krieg oder im Widerstand der Ahousaht, doch hatten die meist kleinen Gruppen kaum Möglichkeiten, sich gegen die mit modernen Waffen ausgestattete Kolonialmacht durchzusetzen.
Der erste Missionar war Modeste Demers, ein katholischer Missionar, der Fort Langley 1841 erreichte. Mit St. Mary’s entstand 1861 eine Oblatenmission am Fraser. Dem späteren Bischof Paul Durieu (ab 1875) gelang es sogar, geradezu einen Gottesstaat bei den Sechelt durchzusetzen. 1859 kamen die Methodisten in Hope hinzu.

### Goldfunde und Rohstoffindustrien

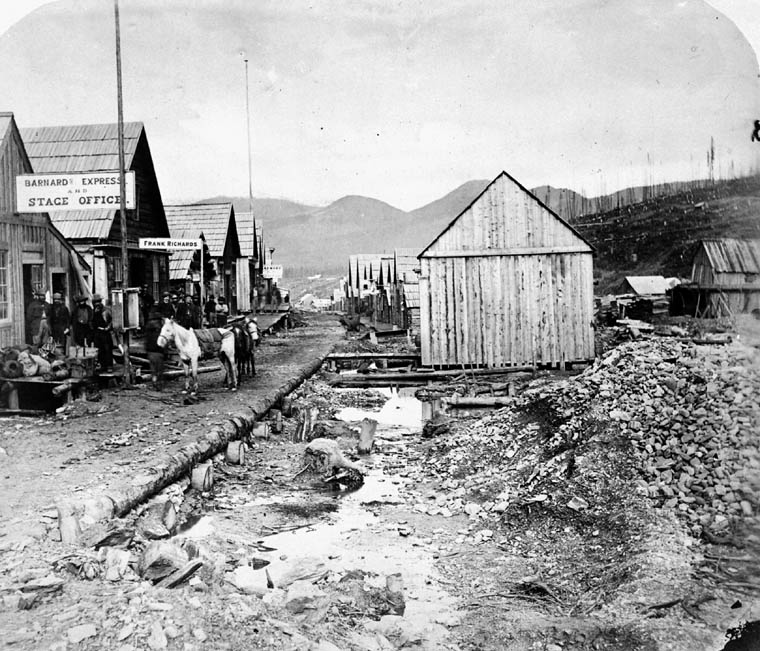
Barkerville (1865)

Als Gouverneur James Douglas 1858 eine Ladung Erz nach San Francisco zur Untersuchung verschiffte, löste er den Fraser-Canyon-Goldrausch aus, und Victoria wandelte sich in kurzer Zeit zu einer großen Zeltstadt. Das Fort Langley der HBC diente vielen Goldsuchern als Ausgangspunkt, obwohl Gouverneur Douglas nur den Zugang über Victoria erlaubt hatte. Zwischen Goldsuchern und den Thompson (Nlaka'pamux) kam es zu Spannungen und schließlich zum Fraser-Canyon-Krieg.

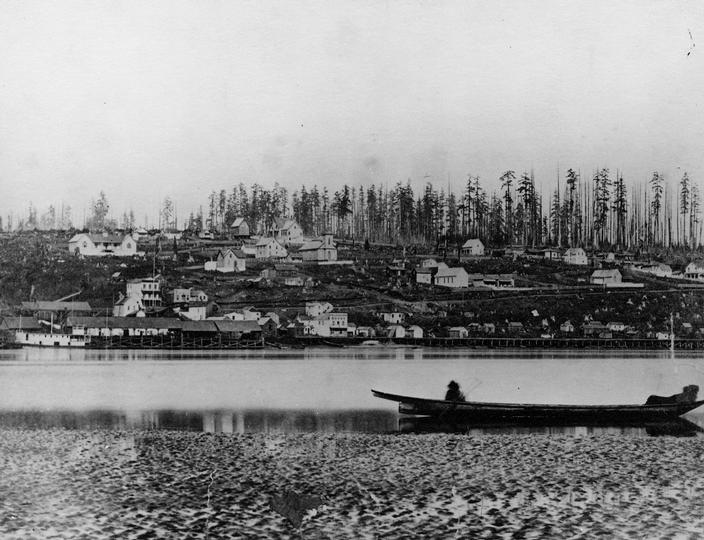
New Westminster am Fraser, ca. 1865

Angesichts der Präsenz Tausender Amerikaner fürchtete Douglas den Verlust des britischen Einflusses. Ein von ihm angefordertes Kanonenboot erzwang am Fraser River Lizenzgebühren für Boote und Schiffe, die auf den Fluss wollten. Das britische Kolonialministerium erklärte schließlich am 2. August 1858 den Festlandteil zur Kronkolonie British Columbia, mit New Westminster als Hauptstadt. Douglas rief die neue Kolonie in Fort Langley aus und wurde zum Gouverneur beider Kolonien ernannt.
Kaum war der Fraser-Canyon-Goldrausch vorbei, wurde weiter im Landesinneren erneut Gold entdeckt. Während des Cariboo-Goldrauschs strömten 1861/62 Zehntausende von Menschen in die Gegend um Barkerville und Lillooet. Sie schleppten unbekannte Krankheiten ein, gegen die die dortigen Indianer, wie etwa die St'at'imc, wehrlos waren.

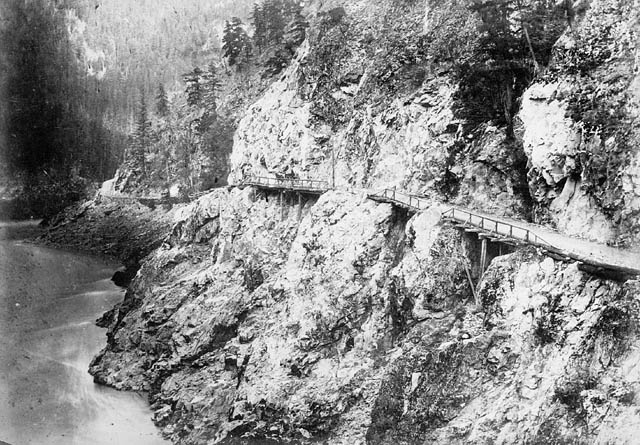
Abschnitt der Cariboo Road, ca. 1867/68

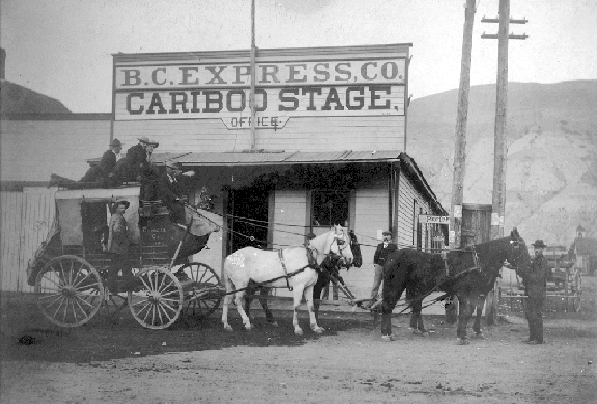
B.C. Express-Station bei Ashcroft, 1905

Um den Zugang für Europäer zu erleichtern und um das Cariboo-Gebiet besser kontrollieren zu können, ließ die Regierung der Kolonie eine Straße, die Cariboo Road (auch Cariboo Wagon Road oder Great North Road genannt) errichten. Mit den Einnahmen aus Lizenzgebühren finanzierte sie die Bereitstellung einer Grundinfrastruktur in den schnell wachsenden Goldstädten. Allerdings erwirtschaftete die Regierung ein großes Defizit. Die beiden Kolonien wurden daher am 6. August 1866 zu den Vereinigten Kolonien von Vancouver Island und British Columbia fusioniert, mit Victoria als Hauptstadt.
Die „Altsiedler“ waren schnell zur Minderheit geworden, was die Kolonialregierung dazu veranlasste, die Zuwanderung aus Großbritannien zu fördern. Douglas war bereits vor geraumer Zeit in Richtung Reservatspolitik geschwenkt. So befahl er 1861 dem Chief Commissioner of Lands and Works Maßnahmen zu ergreifen und Reservatsabgrenzungen vorzunehmen. Die Ausdehnung der Indian reserves sollte jedoch von den natives selbst dargelegt werden. Diese vergleichsweise milde Indianerpolitik endete 1864 mit Joseph William Trutch als Chief Commissioner of Lands and Works, der 1870 als erster den „Wilden“ jeden Landanspruch absprach, und ihnen 1872 auch das Wahlrecht vorenthielt.
1854 errichtete die Muir-Familie eine dampfgetriebene Sägemühle nahe Victoria, 1861 entstand bereits eine in Port Alberni. Die von Fjorden zerklüftete Küste ermöglichte in dieser Zeit, als praktisch keine Straßen das Land erschlossen, eine Verfrachtung der Rohstoffe per Schiff. Die Rohstoffe wiederum förderten den Einsatz von Dampfschiffen. Dabei förderte die Holzindustrie weder die Infrastruktur noch folgte ihr die Landwirtschaft, wie etwa in Ontario. Dies bewirkte eher die Kohleindustrie, die den Bau von Eisenbahnen nach Nanaimo (die Esquimalt and Nanaimo Railway), wo seit 1851 Kohle gefördert wurde, bewirkte.
Doch die Kapitaldecke war anfangs dünn. Die einzigen Banken, die sich ansiedelten, waren die Bank of British North America und die Bank of British Columbia, deren Kapitalinhaber in Großbritannien saßen. Die einzige Bank mit lokalem Kapital war die Macdonald's Bank (gegründet 1862 von Alexander Macdonald), die jedoch 1864 nach einem Raubüberfall Bankrott anmeldete.
Der einflussreichen regionalen Elite gelang es nicht nur, den von London geschickten Gouverneur abzuwehren, der frustriert aufgab, sondern auch eine unangefochtene Stellung zu erreichen. Im Namen und durch die HBC hielten sie umfangreichen Landbesitz. So ist ihre Stellung durchaus mit dem Family Compact in Ontario und der Chateau Clique in Québec vergleichbar.
New Westminster, die Hauptstadt der Festlandsprovinz, sah sich in Konkurrenz zum Freihafen Victoria. Außerdem war der Holzeinschlag der Sägemühlen um Port Moody, nahe dem Burrard Inlet gelegen, viel erfolgreicher. Doch die Canadian Pacific Railway entschied sich gegen New Westminster, weil es keinen Hafen besaß, aber auch gegen Port Moody, wo Landspekulation die Preise in unbezahlbare Höhen getrieben hatte. So wurde Granville, das spätere Vancouver, das wirtschaftliche Zentrum der Region.

## Kanadische Provinz (seit 1871)

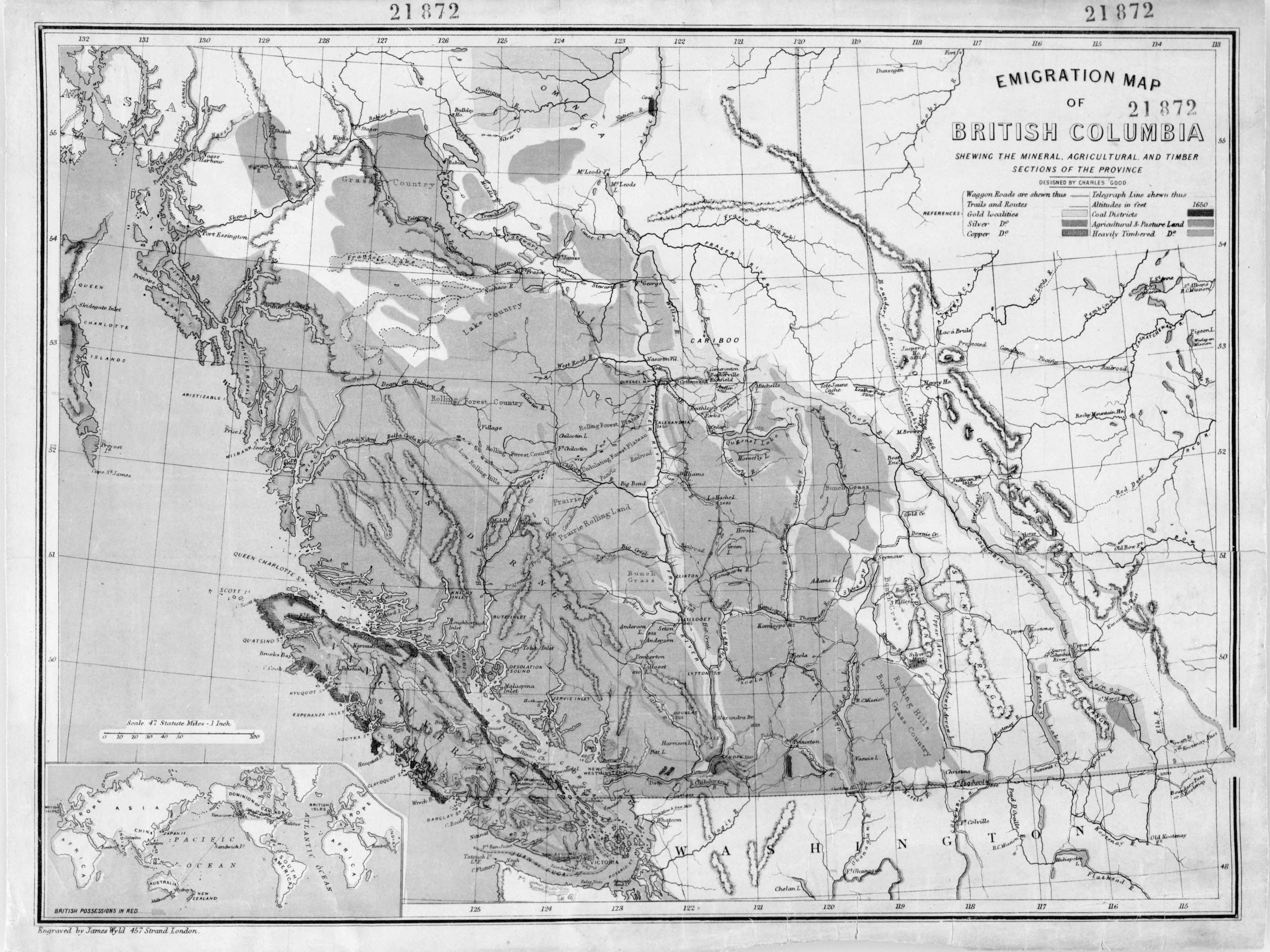
Karte British Columbias von 1873, die die natürlichen Ressourcen der Provinz verzeichnet

Der Rückgang der Wirtschaftskraft nach dem Ende der Goldräusche sowie der Wunsch nach Selbstverwaltung und einer eigenverantwortlichen Regierung führten zur Bildung einer politischen Bewegung, die den Beitritt der Kolonie zur Kanadischen Konföderation forderte. Diese war 1867 aus der Vereinigung von vier britischen Kolonien im Osten des Kontinents entstanden. Insbesondere die Confederation League, angeführt von den drei späteren Premierministern Amor De Cosmos, John Robson und Robert Beaven, vertrat dieses Anliegen. Ihre Hauptargumente waren die Furcht vor einer möglichen Annexion durch die USA und das große Defizit aufgrund des starken Bevölkerungswachstums – man schätzte 1871 die Bevölkerungszahl auf 60.000.
Am 20. Juli 1871 trat British Columbia, nach langen Verhandlungen in Ottawa, bei denen John Sebastian Helmcken eine entscheidende Rolle spielte, schließlich der Konföderation bei. Der kanadische Bundesstaat verpflichtete sich im Gegenzug zur Übernahme der Schulden und versprach den Bau der Canadian Pacific Railway innerhalb von zehn Jahren. Die Einlösung dieses Versprechens verzögerte sich jedoch um mehrere Jahre. Mit dem Setzen des symbolischen Letzten Nagels in Craigellachie am 7. November 1885 durch Donald Smith wurde die transkontinentale Eisenbahnstrecke fertiggestellt.

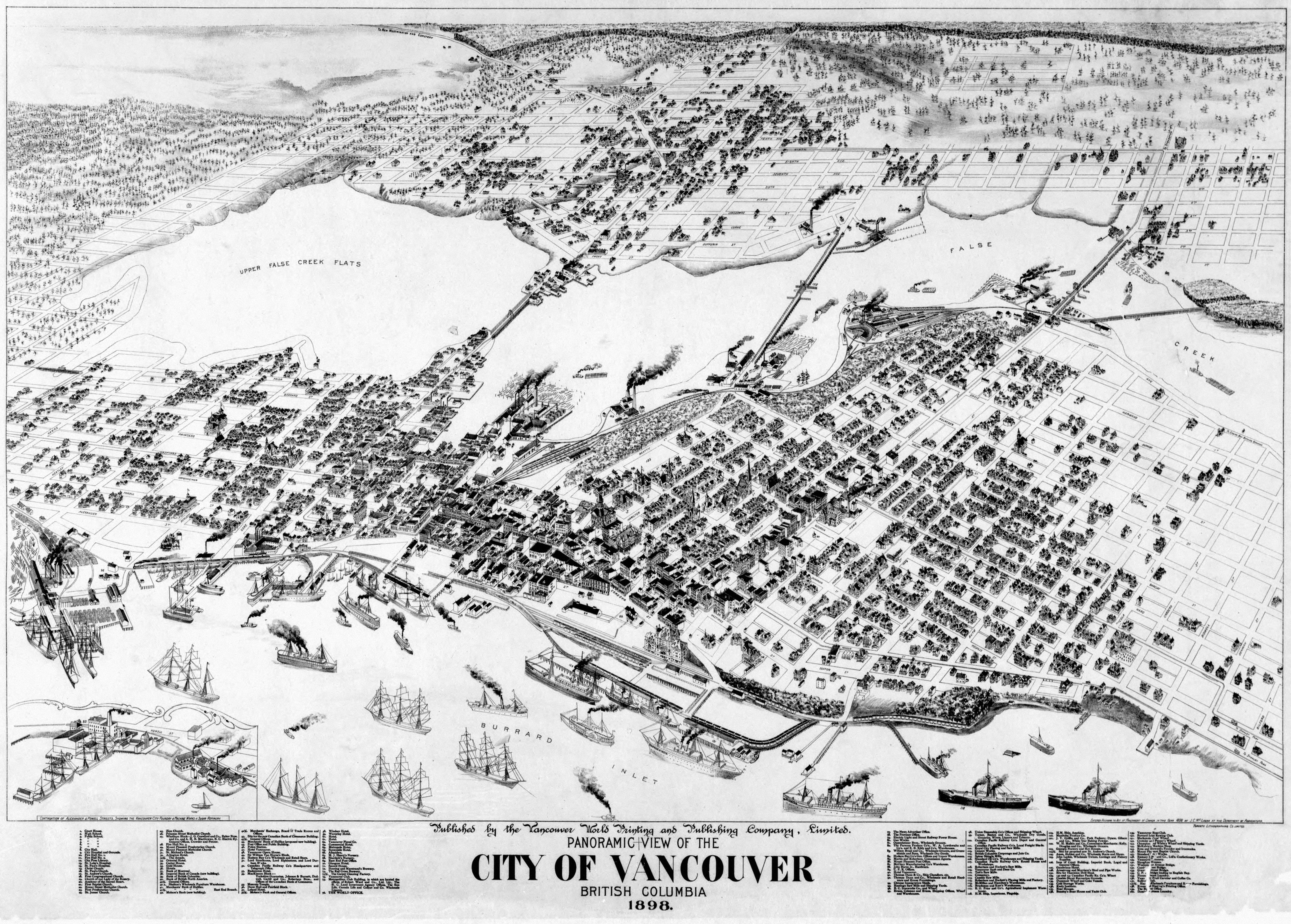
Ansicht Vancouvers im Jahr 1898

Begünstigt durch die leichtere Erreichbarkeit, entstanden vor allem im Südosten British Columbias zahlreiche Kohle- und Eisenerzminen sowie Eisenwerke. In deren Nähe wurden mehrere neue Städte gegründet. Neben dem Bergbau begannen auch Forstwirtschaft, Landwirtschaft und Fischerei eine bedeutende Rolle zu spielen, und die Aussicht auf Arbeitsmöglichkeiten zog viele Einwanderer an. Dies förderte die Entwicklung der alten Pelzhandelsposten (wie z. B. Victoria, Nanaimo, Prince George, Kamloops und Fort St. John) zu größeren Orten. Zur größten Stadt der Kolonie entwickelte sich jedoch Vancouver. Ihren raschen Aufstieg verdankte die Stadt vor allem der Tatsache, dass die Canadian Pacific Railway (CPR) 1887 ihren westlichen Endpunkt dorthin verlegte, und dass dort ausgedehnte Hafenanlagen entstanden, von denen aus die Bodenschätze der Provinz exportiert werden konnten.
Obwohl man bereits 1874 nach amerikanischem Vorbild Siedlungsstätten anzusetzen begann, erwies sich die Landwirtschaft als schwacher Exportzweig, woran auch die CPR nichts änderte. Immerhin kamen auf dieser Strecke Weizen und Rinder aus Alberta und Saskatchewan nach Vancouver, das dennoch bedeutend stärker in den pazifischen Handel eingebunden wurde, als in den innerkanadischen. Der Mangel an vor allem britischen Zuwanderern wurde als so gravierend empfunden, dass die kanadische Regierung sich nicht scheute, in Zusammenarbeit mit den britischen Einrichtungen der Armenfürsorge (Poor Law), zwischen 1867 und 1917 rund 80.000 Kinder nach Kanada zu verbringen.

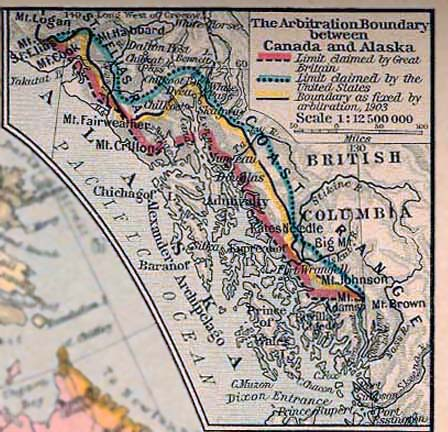
Gebietsansprüche im Alaska Panhandle (rot: von Großbritannien beanspruchte Westgrenze; blau: von den USA beanspruchte Ostgrenze; gelb: heutige Grenze)

Erst 1903 standen die Grenzen der Provinz endgültig fest. Zwar hatten Großbritannien und Russland bereits 1825 in einem Abkommen den Grenzverlauf zwischen ihren Besitzungen festgelegt, doch war der Wortlaut sehr ungenau gehalten. Als Alaska 1867 von den USA gekauft wurde und British Columbia 1871 Kanada beitrat, verlangte Kanada eine Vermessung des Alaska Panhandle, was die USA jedoch aus Kostengründen ablehnten. 1903 handelten US-Außenminister John Hay und der britische Botschafter Michael H. Herbert einen Kompromiss aus.

### Indianerpolitik
Mit der Gründung der Provinz übernahm British Columbia auch die Aufgabe der Indianerangelegenheiten, die das Department of Indian Affairs leitete. Zunächst einmal sollten die Ureinwohner verstärkt christianisiert, dann sollte ihr Land für die Siedler erschlossen werden. 1864 baten die Indianer British Columbias den Gouverneur anlässlich der Geburtstagsfeierlichkeiten der Königin um den Schutz ihres Landes, doch im folgenden Jahr forderte die Gesetzgebende Versammlung von Vancouver Island dazu auf, sich für freiwerdendes Indianerland zu bewerben. 1866 untersagte man den Indianern zusätzlich, ihr Land selbst zu erwerben (Pre-Emption Ordinance).
Die Indianerpolitik British Columbias ist stets rücksichtsloser gewesen als die der Regierung in Ottawa. Das hängt partiell mit der Zuwanderung von Goldgräbern aus Kalifornien zusammen. Zum anderen hing es aber auch mit einer Gruppe um William Trutch und den späteren Premierminister William Smithe zusammen, die die Indianer vorwiegend als „Wilde“ sahen. So äußerte sich Smithe einmal: „When the whites first came among you, you were little better than the wild beasts of the field“ (Als die Weißen erstmals zu euch kamen, wart ihr kaum besser als die wilden Tiere auf dem Feld). Hatte Ottawa noch 160 Acre Land pro Familie für angemessen gehalten, so wollte die Provinzregierung nur 25 zugestehen. Doch die Passagen des British Columbia Land Act von 1874, die Ansprüche der Ureinwohner für nichtig erklärten, wurden 1875 kassiert. Im selben Jahr wurde eine Indian Reserve Commission eingesetzt, um die Landfrage zu regeln. Die Reservate sollten treuhänderisch verwaltet werden und entsprechend der Bevölkerungsentwicklung verkleinert oder vergrößert werden. 1877 wurde Gilbert Malcolm Sproat einziger Indian Reserve Commissioner, doch wurde er 1880 gestürzt, weil er zu viel Land zugestanden hatte. Peter O’Reilly, der Schwager Trutchs, folgte ihm bis 1898. Die Bundesregierung geriet immer wieder in Streit mit der Provinzpolitik und 1908 begann die Auflösung der Kommission. 1911 sollte der Vorgang an den Obersten Gerichtshof gehen, doch die Provinz verweigerte die Zusammenarbeit. Am 24. September 1912 wurde die McKenna-McBride-Kommission eingesetzt, die von 1913 bis 1916 die Reservate aufsuchte. Am Ende empfahl sie 54 Reservatsverkleinerungen im Gesamtumfang von 47.000 Acre, nach Protesten reduzierte man auf 35 betroffene Reservate bzw. 36.000 Acre. Die verbleibenden 733.891 Acre zerfielen in über 1.700 Parzellen.
1875 beendete die Regierung das System des Indian Board durch ein System von Superintendencies, denen exekutive Gewalt zustand. Immerhin lehnte die Regierung 1884 eine Initiative ab, nach der Indianer von jeder Art wertvollen Landes vertrieben werden konnten. Stattdessen erhielten die meisten Stämme zwischen 1875 und 1889 Reservate zugewiesen. Dennoch verpflanzte die Regierung noch 1903 die Songhees aus dem Raum Victoria, eine Politik, die 1908 offiziell aufgegeben wurde. Sie wird in Ontario und Québec allerdings bis heute betrieben.
Ein besonderes „Problem“ stellten die Erbhäuptlinge oder Traditionellen Häuptlinge dar. Sie erfüllten zwar die britische Grundforderung nach indirekter Herrschaft, die auch die kanadische Regierung zunächst verfolgte, doch verhinderten sie zugleich den Zugriff auf ihre „Untertanen“. Sie standen in den Augen der Regierung ihrem Ideal der Gleichheit der Individuen entgegen. Ein Zusatz zum Indian Act bestimmte daher 1951, dass die Häuptlinge und ihre Berater gewählt werden mussten. Damit kam es bei vielen Stämmen zu Streitigkeiten.

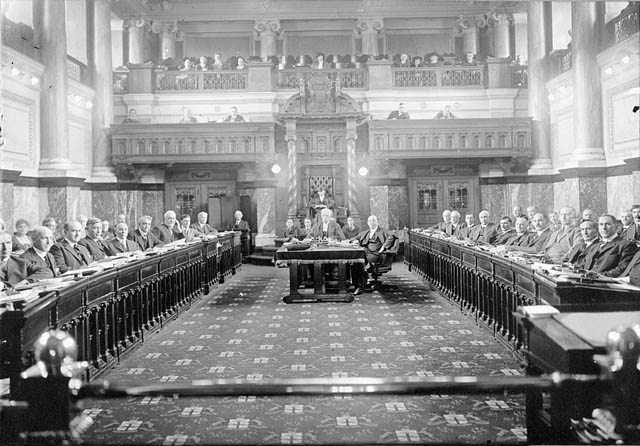
Sitzung der Gesetzgebenden Versammlung, 1921

Kommerzielle Fischerei wurde den Indianern durch die Regierung von 1871 bis 1923 verboten. Erst ab 1922 durften Indianer kommerziell fischen. Auch wurde ihnen von 1872 bis 1949 das Wahlrecht in der Provinz entzogen, 1876 sogar das kommunale. Erst 1960 durften sie an den Wahlen für ganz Kanada teilnehmen. Von 1880 bis 1927 war ihnen zusätzlich das Versammlungsrecht abgesprochen und sie wurden noch bis 1970 beim Landkauf benachteiligt. 1885 erfolgte ein Verbot des Potlatch, das erst 1951 aufgehoben wurde.
Bald sprachen die Indianer Englisch und verstanden zunehmend das Regierungssystem. 1906 traf sich eine Delegation der Häuptlinge aus British Columbia unter Führung des Squamish-Häuptlings Joseph Capilano mit König Edward. 1910 wurde die Conference of Friends of the Indians of BC gegründet, wie sich auch die Traditionellen Häuptlinge zu organisieren begannen. Die Zahl der Indianer wurde 1913 nur noch auf 21.489 geschätzt. Wenn auch die Epidemien zu drastischen Bevölkerungsverlusten geführt hatten – für 1835 schätzt man etwa die Zahl der Nuu-chah-nulth nur noch auf 7.500, während vor 1780 ihre Zahl auf etwa 25.000 geschätzt wird, so war es doch die Summe der folgenden Benachteiligungen, die die Nationen an den Rand der Ausrottung brachte. Bis 1924 schrumpfte ihre Zahl auf 1.459.
Bald verfolgten die verbliebenen Stämme eine Politik der Verbindung untereinander, und die Allied Tribes of British Columbia entstanden (1916 bis 1927). 1923 legten sie der Regierung Forderungen vor, die sich erstmals um Entschädigung (2,5 Millionen CAD) drehten, dann um Vergrößerung des Anspruchs auf 160 Acre pro Person bei der Reservatsgröße, außerdem bestimmte Jagd- und Fischrechte. Dazu kamen Bildungs- und Gesundheitshilfen. Die Regierung konterte mit dem Great Settlement von 1927, das alle Landansprüche abwies. Außerdem wurde den Indianern das Engagement von Anwälten untersagt, um ihre Rechte wahrzunehmen. 1932 gründeten die Stämme die Native Brotherhood of British Columbia, die das Monatsblatt Native Voice herausgab. Dazu kam die Mitarbeit bei der Indian Homemakers’ Association und der Confederation of British Columbia Indians.
Der langfristig schwerste Schlag erfolgte 1920. Alle Kinder von 7 bis 15 Jahren waren von nun an gezwungen, die Residential Schools zu besuchen, internatartige Schulen, die die Kinder von ihren Eltern monatelang trennten. Das „Indianerproblem“ sollte durch die Erziehung zu „neuen Kanadiern“ gelöst werden. Erst in den Sechzigern gestattete man ihnen wieder den Gebrauch ihrer Muttersprache. Die letzte Residential School wurde 1983 in Tofino geschlossen. 1998 entschuldigte sich Kanadas Minister of Indian Affairs offiziell bei den ehemaligen Schülern, 2008 folgte Premierminister Stephen Harper. Die kulturellen Verluste sind jedoch kaum auszugleichen, viele Sprachen sind verschwunden.

### Die wirtschaftliche Rolle der Indianer
Die frühe Industrialisierung wäre ohne die Arbeitskraft der Immigranten nicht möglich gewesen. In der Frühphase spielten die Indianer eine entscheidende Rolle, bis sie durch die Indianerpolitik ins Abseits manövriert wurden. Bis 1862 war ihre Rolle im Wirtschaftsleben sogar ausgesprochen dominierend. Vor allem die wachsende Stadt Victoria wurde von ihnen mit Baumaterial, Arbeitskraft und Lebensmitteln versorgt. 1859 kampierten über 2.800 Indianer nahe der Stadt, mehrere hundert wohnten in der Stadt. Sie hatten die „Neulinge“ in ihr weitläufiges und seit langem bestehendes Handelssystem integriert. Die zu den Nuu-chah-nulth gehörenden Makah im Nordwesten Washingtons gingen einen Schritt weiter und gründeten 1880 die Neah Bay Fur Sealing Company. Sie charterten das Schiff Lottie in Port Townsend, schließlich kaufte Häuptling James Claplanhoo das Schiff, weitere drei Schoner wurden dazu erworben, schließlich die Discovery in Victoria. 1886 kaufte Häuptling Peter Brown den Schoner Champion. Doch auch diese Bemühungen wurden durch restriktive Indianergesetze zerstört.
Dass umfangreiche Kohlevorkommen überhaupt entdeckt wurden, war dem „Nanaimo Coal Tyee“ zu verdanken, der die Hudson’s Bay Company fragte, ob sie wert auf den schwarzen Berg lege, der brennt. Er selbst hatte von dort schon Kohle nach Victoria verschifft. 1852 zeigte sich Joseph MacKay, leitender Offizier in Fort Nanaimo, zufrieden mit der Arbeit der Indianer in den Gruben. Von den ersten 1400 Barrels, die zutage kamen, stammte die Hälfte von ihnen. Auch wurden viele von ihnen Mitglieder in den Gewerkschaften. Mit dem Bau der Eisenbahnstrecke von Esquimalt nach Nanaimo nahm der Export über Victoria seinen Aufschwung. 1890 wurde Thomas Salmon, Bewohner von Nanaimo, als Repräsentant der Miners and Mine Labourers Protective Association nach Ottawa gesandt. Während des Kohlestreiks in Nanaimo von 1912–1914 weigerten sich Indianer, als Streikbrecher zu arbeiten, und landeten damit auf Schwarzen Listen. Sie wurden zunehmend von den gegen sie ausgespielten Chinesen verdrängt.
Doch die meisten Indianer arbeiteten in der Fischindustrie. Während um 1900 noch 1.500 bis 2.000 als Fischer und Ruderer arbeiteten, waren es 1929 bereits 3.632. Auch hier organisierten sie sich und nahmen 1893 am ersten Fischerstreik teil. Ebenso waren sie an Gewerkschaftsgründungen beteiligt, wie etwa 1912 die Squamish bei der Gründung der International Longshoremen’s Association. Auch nahmen sie an den Dockstreiks in Vancouver von 1923 und 1935 teil.
Seit den sechziger Jahren wurden zahlreiche Stellen durch staatliche Mittel bei der Selbstverwaltung geschaffen. Diese Stellen hatten häufig Frauen inne. Inzwischen versuchen sich viele Stämme ökonomisch wieder unabhängiger zu machen, indem sie ihr Gebiet touristisch nutzen, nachdem ein großer Teil der natürlichen Ressourcen aufgebraucht oder zerstört worden ist. Seit 1993 dürfen sie auch begrenzten Lachsfang am Fraser betreiben, der kommerziellen Zwecken dient. Jedoch gehen die Lachsbestände massiv zurück, was partiell auf die zahlreichen Fischzuchten zurückzuführen ist. 2009 klagten die Ahousaht und vier weitere Nuu-chah-nulth-Stämme auf Zulassung zum kommerziellen Fischfang (Ahousaht Indian Band And Nation v. Canada Attorney General, 2009 BCSC 1494).
In der Öffentlichkeit bekannter sind die traditionelle Korbmacherei und vor allem Schnitzarbeiten in traditionellen Motiven, die von einem stark expandierenden Kunstmarkt profitieren.
1990 mündeten die langwierigen Verhandlungen im Indian Self-government Enabling Act, das die Selbstregierung stärken sollte. Eine Grundsatzeinigung erfolgte 2001, 2007 kamen weitere Verträge zustande, jedoch stehen zahlreiche Gruppen der veränderten Strategie der Regierung misstrauisch gegenüber, manche Stammesgruppen sind sogar gespalten.

### Industrialisierung, Einwanderung
Die Ausbeutung der natürlichen Ressourcen erforderte große Arbeitskraft, was unter den damaligen Bedingungen einer großen Anzahl an Immigranten gleichkam, denn das Arbeitsreservoir der Indianer und der frühen Siedler war viel zu gering. Die Zuwanderer kamen jedoch nicht nur aus Europa, sondern vermehrt auch aus China, Britisch-Indien und Japan, was bald zu rassistischen Übergriffen führte. Auf politischer Ebene wurde die Einwanderung nichteuropäischer Menschen immer mehr eingeschränkt. Der Erlass des Chinese Immigration Act von 1923 machte die Einwanderung von Chinesen praktisch unmöglich. Ausgenommen waren lediglich Händler und Investoren.
Bis dahin bestand besonders hoher Bedarf an chinesischen Arbeitskräften beim Eisenbahnbau und im Kohlebergbau. 1914 wurde mit der Grand Trunk Pacific Railway eine zweite transkontinentale Eisenbahnlinie neben der Canadian Pacific Railway vollendet. Sie führte durch den Norden der Provinz vom Yellowhead Pass über Prince George nach Prince Rupert. Kurz vor der Jahrhundertwende erschienen die ersten Automobile in Victoria, 1906 waren in der Provinz bereits 200 von ihnen registriert. Doch stellten sie angesichts der Straßenverhältnisse noch keine Konkurrenz für die Eisenbahn dar.

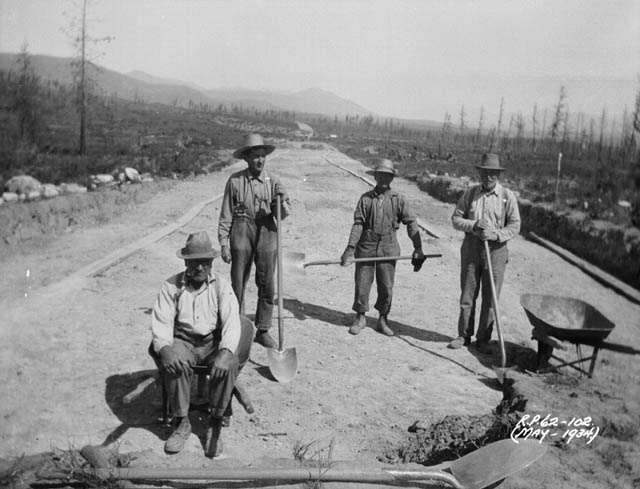
1933 versuchte man – nur gegen Kost und Logis – Männer im Straßenbau zu beschäftigen. Das führte 1934 zu Protesten.

1916–1917 stieg die Arbeitslosigkeit bis auf 20 % an. Tausende beteiligten sich ohne Bezahlung am Bau des Stanley Park Seawall in Vancouver. Zugleich entstanden erstmals politische Parteien. So erhielt die 1904 gegründete Socialist Party of British Columbia (SPC) starken Zulauf, doch spaltete sich von dieser marxistischen Partei 1907 die Social Democratic Party of British Columbia ab, die wiederum 1911 zur Social Democratic Party of Canada wurde. 1920 entstand die Federated Labour Party of Canada, die aus der British Columbia Federation of Labour hervorging. 1912 gewann die SPC rund 11 % der Wähler, doch 1921 verließen die Marxisten die Partei, um sich der Workers Party anzuschließen, dem legalen Teil der bis 1924 immer wieder verbotenen Kommunistische Partei Kanadas (CPC). Die SPC löste sich 1925 auf.
1917 trat die Alkoholprohibition in Kraft, die jedoch bereits 1921 wieder aufgehoben wurde, da sie wegen des Schwarzmarkthandels und der um sich greifenden Korruption nicht durchgesetzt werden konnte. Da die Produktion und der Verkauf von Alkohol in den angrenzenden USA weiterhin verboten blieben, entwickelte sich in British Columbia eine blühende Alkoholindustrie, die ihre Produkte durch Schmuggel über die Grenze brachte. Eine der Drehscheiben dieses Schmuggels war Discovery Island, wo die erste Leuchtturmwärterin der Provinz, Mary Ann Croft, ihr mageres Gehalt durch Unterstützung der Schmuggler aufbesserte.

### Weltwirtschaftskrise
Die zurückkehrenden Veteranen des Ersten Weltkriegs trafen auf einen Arbeitsmarkt, der überwiegend Stellen im Niedriglohnsektor anbot. Zugleich hielten die Schutzzölle die Warenpreise künstlich hoch, denn die kanadische Regierung versuchte ihre Wirtschaft gegen Einfuhren aus den USA zu schützen. Darüber hinaus waren weite Teile der Kriegsproduktion überflüssig geworden. Die Weltwirtschaftskrise stürzte die Provinz ab 1929 in eine Rezession, denn die fallenden Rohstoffpreise trafen die Provinz besonders hart.
Dazu gesellte sich eine lange Phase ausgesprochener Trockenheit, die der Landwirtschaft und auch der Fischindustrie großen Schaden zufügte. In Vancouver stieg die Arbeitslosigkeit auf 28 %, rund 8.000 Familien lebten von der Wohlfahrt. Außerdem zog das gemäßigtere Klima des Südens weitere Siedler an, die den höheren Aufwand in den kälteren Regionen nicht mehr tragen konnten. In dieser Situation hatten Gewerkschaften und auch die CPC erheblichen Zulauf, die Arbeitslosen in den staatlich organisierten Beschäftigungslagern verbanden sich ebenfalls. Am 18. Juni 1935 kam es zur so genannten Schlacht am Ballantyne Pier, in der sich mehr als tausend Streikende gegen Lohnbrecher zur Wehr setzten, denen jedoch kommunistische Umsturzversuche unterstellt wurden. Der Streik dauerte noch bis Ende des Jahres an.
North Vancouver und Burnaby mussten Bankrott anmelden. In Vancouver entstanden Quartiere ohne jede städtische Versorgung, die zum Teil geräumt wurden, weil die Verhältnisse darin so ungesund waren.
1928 wurde Thomas Dufferin Pattullo zum Parteivorsitzenden der Liberalen gewählt, nachdem die Partei die Wahl verloren hatte. Als die regierende konservative Partei in mehrere Gruppen zerfiel, und es ihr nicht einmal mehr gelang, einen Kandidaten aufzustellen, errangen die Liberalen am 2. November 1933 einen erdrutschartigen Wahlsieg und Pattullo wurde am 15. November Premierminister. Seine Politik des „socialized capitalism“, bei der der Staat die Arbeitslosen stärker unterstützte und in die Wirtschaft eingriff, stieß jedoch bei Liberalen außerhalb der Provinz auf Widerstand. „Duff“, wie er genannt wurde, gewann zwar die Wahlen von 1937, verlor jedoch seine Mehrheit 1941. Dies hing nicht nur mit parteiinternen Widerständen zusammen, sondern auch mit dem Aufstieg der 1933 als lokale Sektion der Co-operative Commonwealth Federation (CCF) hervorgegangenen British Columbia New Democratic Party. Die CCF wiederum war aus der Socialist Party of Canada und der League for Social Reconstruction hervorgegangen und vertrat sozialistische Konzepte.

### Zweiter Weltkrieg

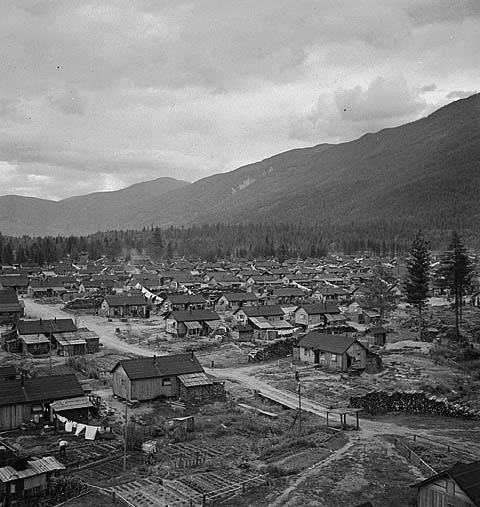
Internierungslager für Japaner

Mit dem Ausbruch des Zweiten Weltkriegs kam es zu einem starken Wachstum der Rüstungsindustrie. Dies führte, zusammen mit erhöhtem Rohstoffbedarf, zu einem Wirtschaftsaufschwung, und in dessen Folge zu einem erheblichen Bevölkerungswachstum. Zudem sank die Arbeitslosigkeit durch Entsendung zahlreicher Soldaten auf die Kriegsschauplätze. In Richmond wurden Teile für die amerikanische Luftflotte gebaut, zahlreiche Bergwerke zogen Investoren und Bergarbeiter an, die Holzindustrie entwaldete riesige Areale ohne jegliche Auflagen. Im Februar 1942 wurde das größte Passagierschiff der Welt, die Queen Elizabeth, in Esquimalt zum Truppentransporter umgebaut.
1942, wenige Monate nach dem Angriff auf Pearl Harbor, betrachtete die kanadische Regierung die japanischstämmigen Kanadier als Bedrohung der nationalen Sicherheit, ähnlich wie im Ersten Weltkrieg die Deutschen. 21.000 von ihnen wurden enteignet und in Lagern im Landesinneren interniert, oder mussten Zwangsarbeit auf Farmen leisten. Erst 1988 entschuldigte sich die kanadische Regierung offiziell und leistete Entschädigungszahlungen.
Liberale und Konservative verbanden sich unter Führung des Liberalen John Hart, der Pattullo verdrängte, dem es nach acht Jahren Regierung nicht mehr gelang, eine Mehrheit zu gewinnen. Obwohl die Liberalen weniger Stimmen als die als sozialistisch geltende Co-operative Commonwealth Federation gewannen, erlangten sie doch mehr Sitze im Parlament. Pattullo wiederum weigerte sich, mit den Konservativen zu koalieren und trat aus der Partei aus. Als die CCF, die sozialistische Partei in Saskatchewan 1944 einen Überraschungssieg verbuchen konnte, setzte die Koalition die Regierung fort, um diesen Erfolg in British Columbia zu verhindern. Hart wurde am 9. Dezember 1941 Premier und 1945 wiedergewählt.
Von April bis September 1942 entstand der Alaska Highway, der das Gebiet um Fort St. John über Whitehorse mit Alaska verband, um Kriegsmaterial und Truppen für den Pazifikkrieg gegen Japan transportieren zu können. Kanada übernahm die auf seinem Territorium gelegenen Straßenabschnitte vertragsgemäß nach Ende des Krieges.

### Nach 1945
1947 übernahm Byron Ingemar Johnson das Amt des Premiers. Er gewann 1949 61 % der Stimmen. Neben seinem Ausgabenprogramm verdankte dies Johnson seiner Unterstützungskampagne für die Opfer der Fraser-Überschwemmung des Vorjahres, bei der 50.000 Acre Land überschwemmt worden waren und Tausende ihr Land verloren hatten. Da die Spannungen zwischen den Koalitionären seit längerem zunahmen, beendete er die Zusammenarbeit. Die bisher dominierenden Liberalen und auch die Konservativen erlitten jedoch bei den Wahlen 1952 eine schwere Niederlage und sanken in die Bedeutungslosigkeit ab.
Unter Premierminister W. A. C. Bennett, einem ehemaligen Konservativen, stieg die British Columbia Social Credit Party zur stärksten Partei auf – mit einem Sitz Vorsprung vor der CCF. Während Bennetts zwanzigjähriger Regierungszeit erlebte British Columbia einen noch nie dagewesenen Wirtschaftsaufschwung. Dabei verstaatlichte man zentrale Industrien, wie die Energieversorgung, die ab 1961 unter dem Namen BC Hydro zusammengefasst wurde. Riesige Staudammprojekte, die der Versorgung der Region Vancouver, aber auch des Großraums Seattle und des Puget Sounds in den USA dienten, wurden durchgeführt, womit BC Hydro zu einem der größten Energieversorger der Welt und einem der wichtigsten Arbeitgeber in British Columbia aufstieg. Abgesehen von einer kurzen Regierungszeit der British Columbia New Democratic Party (NDP) von 1972 bis 1975 blieb die Social Credit Party bis 1992 an der Macht.
Aufgrund zahlreicher politischer Skandale während der Regierungszeit von Bill Vander Zalm fiel die Partei jedoch völlig in sich zusammen. Ihre Wählerbasis wandte sich fast geschlossen der wieder erstarkten British Columbia Liberal Party zu, die seit 2001, nach einer ebenso skandalumwitterten und von wirtschaftlicher Flaute geprägten zehnjährigen Regierungszeit der NDP, die Regierung stellte.
Die Regierung strebte nun eine Privatisierung des Crown Land an und plante die wirtschaftliche Nutzung aller auf diesem Land befindlichen Waldgebiete (Working Forest Plan). Er scheiterte jedoch 2004 vorläufig. 2005 gewann die Green Party 9,2 % der Wähler.
Die Regierung setzte verstärkt auf Privatisierung im Bereich der Stromproduktion, wobei sie die Produktion von Green Energy, also elektrischer Energie ohne hohen Kohlendioxidausstoß, als Hauptargument benutzte. Dadurch gerieten von 2002 bis 2010 rund 800 Flüsse und Bäche in den Blick nationaler wie US-amerikanischer Unternehmen wie General Electric. Um ihre Ansprüche durchzusetzen und dort Staudämme zu bauen, wurden die Rechte der lokalen Gewalten, wie der municipalities und der First Nations beschnitten, ebenso wie die Möglichkeiten, die lokalen Ökosysteme oder Kulturstätten zu schützen. Allein im Bereich des Bute Inlet sollen 17 Dämme entstehen. BC Hydro wurde verpflichtet, den Strom abzunehmen.
Arbeitsplätze entstanden zunehmend in der Verwaltung, der industriellen Produktion und im Bereich Bildung, Tourismus und Freizeit, sowie im Handel. Die Urproduktion spielte eine immer geringere Rolle.
Zudem versuchte die Regierung, mit den zahlreichen Stämmen Verträge abzuschließen, die einen Teil ihrer Landansprüche festschreiben, die aber zugleich eine Privatisierung der Reservate vorsehen. Bisher ist nur ein Vertrag ratifiziert worden. 2005 wurde die Regierung bestätigt, was vor allem auf den Erfolg ihrer Wirtschaftspolitik zurückgeht, zumal die Arbeitslosigkeit bis 2007 auf 4 % absank. Die Wirtschaftskrise der Vereinigten Staaten seit 2007, dazu der höchste Steuersatz Kanadas und die negative Handelsbilanz bringen die Regierung jedoch zunehmend unter Druck. Dazu kommt, dass die Erlaubnis, Rohholz auszuführen, erstmals die Gewerkschaften der holzverarbeitenden Industrie gegen die Regierung aufgebracht hat. Im März 2009 verlor die Provinz mit 23.000 Stellen die meisten Arbeitsplätze in Kanada, 69.000 seit Oktober 2008. Die Arbeitslosenquote stieg von 5,2 auf 7,9 %, sank jedoch bis September 2009 auf 7,4 %. Im März 2010 lag sie bei 7,9 %.
2010 wurden die Olympischen Winterspiele in Vancouver, West Vancouver, Richmond und Whistler ausgetragen. Vor der Vergabe der Spiele fand im Februar 2003 eine Abstimmung in Vancouver über die Ausrichtung der Spiele statt, die mit 64 % für die Abhaltung der Spiele ausging (Wahlbeteiligung 50 %).

## Kulturverluste, kulturelle Vielfalt
Der kulturelle Niedergang der indigenen Kunstfertigkeiten, gelegentlich als „Dark Ages of Northwest Coast Art“ bezeichnet, geschah höchst ungleichzeitig und wird seit einigen Jahren neu gedeutet. Unbestritten ist inzwischen der gewaltige Kunstraub, der beinahe ein Jahrhundert vonstattenging. Die Holzschnitzwerke, insbesondere die Pfähle, hatten schon seit langem die Aufmerksamkeit von Anthropologen, Ethnologen und Kunstinteressierten auf sich gezogen. Noch 1904 wurde das größte Bauwerk, der Whalers’ Shrine der Mowachaht in Yuquot verkauft, abgebaut und nach New York verbracht. Er besteht heute aus 88, z. T. monumentalen, figürlichen Darstellungen, die zwischen dem 18. und 19. Jahrhundert entstanden sein dürften. Andererseits war die Rückkehr und die Beschäftigung mit den in aller Welt verstreuten Werken eine der Voraussetzungen und Folgen der Wiederbelebung.
Sprachkurse nehmen seit den 1990er Jahren stark zu, auch die Zulassungszahlen an höheren Schulen und Universitäten stiegen. Dazu trug erheblich das First Nations House of Learning an der University of British Columbia bei. Ähnliches gilt für die Anstrengungen zur Pflege anderer Segmente der Kultur.

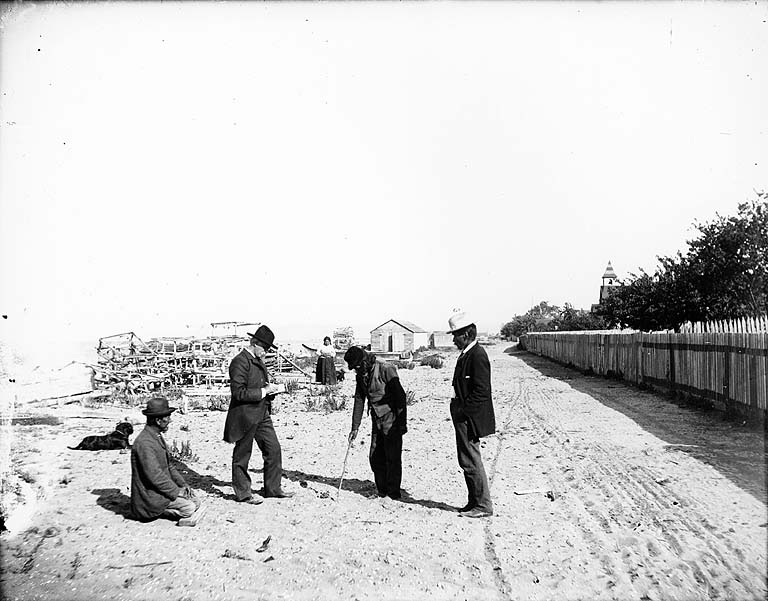
Klallam-Männer in Sonntagskleidung am Strand, im Hintergrund eine Shaker-Kirche

Die Revitalisierung im religiösen Bereich nahm andere Wege. Die Indian Shaker Church, die christliche und indigene Konzepte verband, basiert auf den persönlichen Todes- und Wiedergeburtserfahrungen eines Küsten-Salish aus dem Puget Sound namens John Slocum. Von dort breitete sich die 1882 ins Leben gerufene Lehre nach British Columbia aus.
Der winterliche Spirit Dance wurde seit den 1950er Jahren neu entdeckt und erreichte in den 1990er Jahren einen ersten Höhepunkt. 1960 gab es erst rund 100 Tänzer, doch in den 1990er Jahren versammelten sich oftmals 500 und mehr Tänzer.
Ebenfalls wiederbelebt wurden die Künste des Schnitzens, Malens und Webens. Dazu kommt der Kanubau. Kanufahrten ziehen mittlerweile zahlreiche Touristen an, aber es werden auch Wettbewerbe zwischen den Stämmen und Clans ausgetragen, häufig über die Staatsgrenzen hinweg.
Powwows, stammesübergreifende Tanzversammlungen, haben ebenfalls an Zulauf gewonnen. Diese Feierlichkeiten kulminieren alljährlich in einem großen, grenzübergreifenden Treffen aller Küsten-Salish, dessen Teilnehmer von den Stämmen reihum empfangen werden.
Exemplarisch für die Schärfe der Auseinandersetzungen ist der Konflikt um den Clayoquot Sound an der Westküste der Vancouver-Insel. Der Streit entzündete sich am Fischfang: 1955 vergab der (bestochene) Minister für Forstwirtschaft Holzeinschlagrechte für mehr als die Hälfte des Clayoquot Sound an den vorherrschenden Holzkonzern. Bald schwemmten Regenfälle Schlamm in die Flüsse, so dass lebenswichtige Fischbestände zusammenbrachen. 1958 vereinten sich daher erstmals Stämme zu den West Coast Allied Tribes, woraus 1978 der Nuu-chah-nulth Tribal Council hervorging. 1984 riefen die Bewohner der Insel Meares, die unmittelbar von Abholzung bedrohte Insel einseitig zum Tribal Park aus und verlangten – erstmals – den Schutz in Anerkennung ihrer kulturellen Autonomie. 1985 stoppte eine einstweilige Anordnung die Abholzung. 1989 verbündeten sich erstmals Naturschutzvereine und Vertreter des Tourismusverbands, worin sich auch eine Verlagerung des Wirtschaftsschwerpunkts der Provinz andeutet. 1992 sprengte die Auseinandersetzung den engen Provinzrahmen und überschritt auch die nationalen Grenzen. Internationale Holzboykotte führten dazu, dass ein kleiner Teil unter Schutz gestellt wurde, jedoch durfte der Rest abgeholzt werden.
1994 erhielten die Indigenen ein vorläufiges Vetorecht. Seit 1995 wird in Kanada über ein Autonomie-Statut der First Nations beraten. 1997 wurde die Regional Aquatic Management Society (RAMS) gegründet, eine Gesellschaft, in der sich Nuu-chah-nulth und Nicht-Indigene zusammenfanden, die Fischer, Umweltschützer, Regierungsmitglieder und Kommunen, insgesamt über 70 Gruppen, zum Schutz der Küstenregion zusammenfanden. 2000 erhob die UNESCO den gesamten Clayoquot Sound zum Biosphärenreservat. Seitdem entstanden mehrere Schutzgebiete in Form von Provinzparks, 2001 der Pacific-Rim-Nationalpark.

### Einwanderung
Zur kulturellen Vielfalt der Provinz haben nicht nur die Indianer und die zunächst dominierenden Engländer, Waliser, Schotten und Iren beigetragen, sondern Zuwanderer aus ganz Europa. So prägen zahlreiche Traditionsverbände das Bild der größeren Orte, vor allem von Vancouver und Victoria. Die ethnischen Konflikte zwischen Weißen und Indianern wurden stark von weiteren ethnischen Konflikten überlagert. Dazu trug vor allem die Zuwanderung aus Asien bei. Während Japaner relativ spät einwanderten und ihre wirtschaftliche Rolle fast ausschließlich in der Fischerei spielten, zogen Minen und vor allem Eisenbahnbauten zahlreiche Chinesen ins Land, die dort als billige Arbeitskräfte eingesetzt wurden. Sie verdrängten damit sowohl Indianer als auch Weiße. Daher wurden die Gewerkschaften, die die Lohndrückerei bekämpften, zu einer der treibenden Kräfte der Zuwanderungsbeschränkungen.

#### Japaner
Schon 1895 versuchte British Columbia die asiatische Zuwanderung zu stoppen, wobei die kleinere Gruppe der Japaner erst seit 1877 einwanderte. 1901 lebten im Distrikt Victoria 338 Japaner, im Distrikt Vancouver bereits 1062. Nachdem es 1907 in Vancouver zu Ausschreitungen gekommen war, begrenzte Japan die Zahl der Zuwanderer auf 400 pro Jahr, 1923 sogar auf 150. 1919 waren die japanischen Fischer so erfolgreich, dass sie beinahe die Hälfte der Fischereilizenzen innehatten. Wenige Jahre später hatte die Regierung ihnen jedoch rund 1.000 von den mehr als 3.000 Lizenzen entzogen. 1920 entstand eine erste gewerkschaftliche Organisation, die ab 1924 eine eigene Zeitung namens Minshu herausbrachte.
Nach dem Angriff auf Pearl Harbor wurden alle Japaner enteignet, ihre rund 1200 Fischerboote beschlagnahmt. Zunächst wurden sie im Hastings Park in Vancouver interniert, dann ab dem 16. Januar 1942 in Internierungslager verbracht. Ein erstes Detention Camp wurde im April in Greenwood eingerichtet, es folgten Kaslo, New Denver, Slocan, Sandon und Tashme. 572 Farmen wurden zwangsverkauft. 1946 wurden 3.964 Japaner gezwungen, nach Japan auszureisen. 1967 wurden die letzten Restriktionen aufgeben und erst am 22. September 1988 entschuldigte sich Premierminister Brian Mulroney offiziell.

#### Chinesen
Die ersten chinesischen Immigranten kamen bereits 1858 aus Kalifornien. Die meisten wohnten in Victoria. Schon um 1880 war die dortige Chinatown die größte in Kanada. 1911 wohnten 3.458 Chinesen in der Stadt, viele hatten längst ihre Familien nachgeholt. Die Chinese Consolidated Benevolent Association versuchte Konflikte mit Nichtchinesen beizulegen. Auch in anderen Orten, wie Nanaimo, entwickelten sich Chinatowns, deren ökonomische Basis allerdings eher der Handel und der Kohlebergbau war. 1887 kamen beim Grubenunglück von Nanaimo allein 53 Chinesen ums Leben. Auch in Cumberland, Wellington, Northfield, South Wellington und Extension gab es Chinatowns. Allein im Distrikt Victoria zählte man 1901 3.004 Chinesen.
Die erste größere Gemeinde entstand aber 1863 in Barkerville am Fuß der Cariboo Mountains. Sie umfasste 300 Männer. Ebenso wie den First Nations enthielt 1872 der Qualifications of Voters Act den Chinesen das Wahlrecht vor, außerdem durften sie ab 1878 nicht mehr für Bauprojekte der Provinz eingestellt werden. Stattdessen arbeiteten tausende von ihnen zwischen 1880 und 1885 an der Canadian Pacific Railway. Mit Fertigstellung der Bahn durften Chinesen nur noch einwandern, wenn sie eine Kopfabgabe von 50 Dollar zahlten. Diese wurde 1900/02 verdoppelt, 1903 sogar auf 500 Dollar erhöht. Viele wanderten nun ostwärts ab. 1907 kam es zu antichinesischen Ausschreitungen in Vancouver, wo 1919 bereits 6.000 Chinesen lebten. 1923 stoppte die Bundesregierung mit dem Chinese Immigration Act 1923 die weitere Zuwanderung.
1895 wurde das Chinese Board of Trade gegründet, das den Handel mit China intensivieren wollte. Während des Zweiten Weltkriegs waren China und Kanada Verbündete, Chinesen sammelten für die Kriegführung der Alliierten. 1947 erhielten alle Chinesen das Wahlrecht, auch in British Columbia. Zehn Jahre später saß Douglas Jung als erster Chinese im Parlament und wurde später Kanadas Vertreter bei den UN. Erst 1967 erhielten die Chinesen die gleichen Einwanderungsrechte wie alle anderen Immigranten. Der Chinese Canadian National Council wurde 1979 nach rassistischen Ausfällen auf CTV gegründet. Vor 1999, als Hongkong von Großbritannien an die Volksrepublik China abgetreten wurde, wanderten zahlreiche Chinesen nach Kanada ein, vor allem nach Vancouver, das inzwischen spöttisch „Hongcouver“ genannt wird.

### Multikulturelle Gesellschaft
Heute stellen die sichtbaren Minderheiten, vor allem Asiaten, rund ein Siebentel der kanadischen Bevölkerung, in British Columbia sind es fast ein Viertel, in Vancouver sind es rund 40 %. Nirgendwo sonst in Kanada ist ihr Anteil so hoch. Diese Entwicklung setzt sich fort, denn über 80 % der Zuwanderer gehören diesen Minderheiten an, wovon wiederum über 80 % in den Großraum Vancouver ziehen. Dort lebt inzwischen mehr als die Hälfte der Bevölkerung der gesamten Provinz. Dabei wächst vor allem der Anteil der Chinesen (10 %), Inder und Pakistaner (6,4 %), Philippinos (2 %) und Südostasiaten schnell an. In British Columbia stellen Chinesen rund 44 % der sichtbaren Minderheiten. Die nicht zu den sichtbaren Minderheiten gerechneten First Nations zählen rund 4,5 % der Bevölkerung, dazu kommen 1,2 %, die als Métis bezeichnet werden. Rund 60 % der Bevölkerung geben Vorfahren aus Großbritannien bzw. Irland an. 561.000 hatten deutsche Vorfahren.

## Weiterführende Informationen

### Periodika
Wichtige Periodika zur Geschichte der Provinz sind
- B. C. Studies, University of British Columbia, seit 1968.
- British Columbia Historical Quarterly, 1937 bis 1958.
- The Beaver, Hudson’s Bay Company, seit 1920.

Vor allem zur frühen Geschichte der Provinz sind auch US-Zeitschriften von Bedeutung, wie
- Oregon Historical Quarterly, seit 1900.
- Pacific Historical Quarterly, seit 1906, bis 1936 Washington Historical Quarterly genannt

#### Urgeschichte
- Richard Ghia Matson, Gary Coupland: The Prehistory of The Northwest Coast, Academic Press, San Diego 1995.
- Roy L. Carlson, Luke Dalla Bona: Early Human Occupation in British Columbia, University of British Columbia Press, 1996 (Neudruck: 2000).

#### Geschichte
- Jean Barman: The West Beyond the West. A History of British Columbia, überarbeitete Auflage. University of Toronto, 1996 (Nachdruck: 2004).
- Hugh Brody: Maps and Dreams. Indians and the British Columbia Frontier, Douglas & McIntyre, Vancouver 1981. ISBN 0-88894-338-5.
- Robin Fisher: Contact and Conflict. Indian European Relations in British Columbia, 1774–1890, University of British Columbia Press, Vancouver 1977.
- Darren Friesen: Canada’s Other Newcomers. Aboriginal Interactions with People from the Pacific, Thesis. University of Saskatchewan, 2006.
- Barry M. Gough: Gunboat Frontier. British Maritime Authority and Northwest Coast Indians, University of British Columbia Press, 1984.
- Jean Gould: Women of British Columbia, Hancock House, Saanichton 1975.
- James E. Hendrickson: The constitutional development of colonial Vancouver Island and British Columbia in: W. Peter Ward, Robert A. J. McDonald (Hrsg.): British Columbia. Historical readings, Vancouver 1981, S. 245–274.
- Hubert Howe Bancroft: History of British Columbia, 1792–1887, San Francisco 1887 (online) (veraltet).
- Anita Pascoe: Recapturing the History and Rights of First Nations Peoples of British Columbia. A Political Analysis of Past and Present Relationships with the Dominion of Canada, Victoria digital (PDF, 1,2 MB).

#### Wissenschaftsgeschichte
- Allan Smith: The Writing of British Columbia History, in: BC Studies 45 (1980) 73–102.

#### Bibliographien
- Wilson Duff, Michael Kew: A Selected Bibliography of Anthropology of British Columbia, University of British Columbia Library, 1973.
- Robert Steven Grumet: Native Americans of the Northwest Coast. A Critical Bibliography, Indiana University Press for the Newberry Library, 1979.